# Tomba di Tutankhamon
(Howard Carter)
La tomba di Tutankhamon (nota anche come KV62) è il luogo di sepoltura, nella Valle dei Re, del giovane faraone della XVIII dinastia che salì al trono a nove anni e morì a diciotto, poco prima di compierne diciannove. Analisi eseguite nel corso degli anni, non ultime le analisi del DNA compiute nel 2009, hanno consentito di appurare che il faraone soffriva di diverse malattie, alcune delle quali ereditarie, ma si è ritenuto che a nessuna di esse possa essere imputata la morte. Le analisi, pubblicate nel febbraio 2010 sulla rivista statunitense JAMA (Journal of the American Medical Association), oltre a chiarire aspetti legati alla genealogia del re, dimostrarono che era affetto dalla malattia di Köhler, a causa della quale era costretto a camminare appoggiandosi a un bastone. Ciò giustificherebbe la presenza nella KV62 di centotrenta di tali oggetti, i quali, presentando all'estremità evidenti tracce di usura, lasciano dedurre che fossero effettivamente utilizzati e non un semplice corredo.
Nel corpo di Tutankhamon fu inoltre rilevata la presenza del parassita della malaria in forma grave, come suffragato anche dalla presenza nella tomba di piante con proprietà analgesiche e antipiretiche.
La tomba porta il numero 62: le sessantacinque sepolture principali della Valle dei Re sono numerate progressivamente (sigla "KV"= Kings' Valley, seguita da un numero); la numerazione non ha nulla a che vedere con la progressione sul trono dei titolari; nel 1827, infatti, l'egittologo inglese John Gardner Wilkinson numerò le tombe già scoperte da 1 a 22 seguendo l'ordine geografico da nord a sud. Da tale data, però, ovvero dalla KV23 in poi, il numero corrisponde all'ordine di scoperta e, di qui, il numero 62 assegnato alla sepoltura di Tutankhamon.
L'importanza della scoperta, la più famosa della storia dell'egittologia e una delle più rilevanti dell'archeologia mondiale, risiede nel fatto che si tratta di una delle poche sepolture dell'antico Egitto pervenutaci quasi intatta, l'unica di un sovrano e conseguentemente, tra quelle note, la più ricca.
La scoperta di Howard Carter, il 4 novembre 1922, fu permessa dalle sovvenzioni di Lord Carnarvon.

## Storia dello scavo

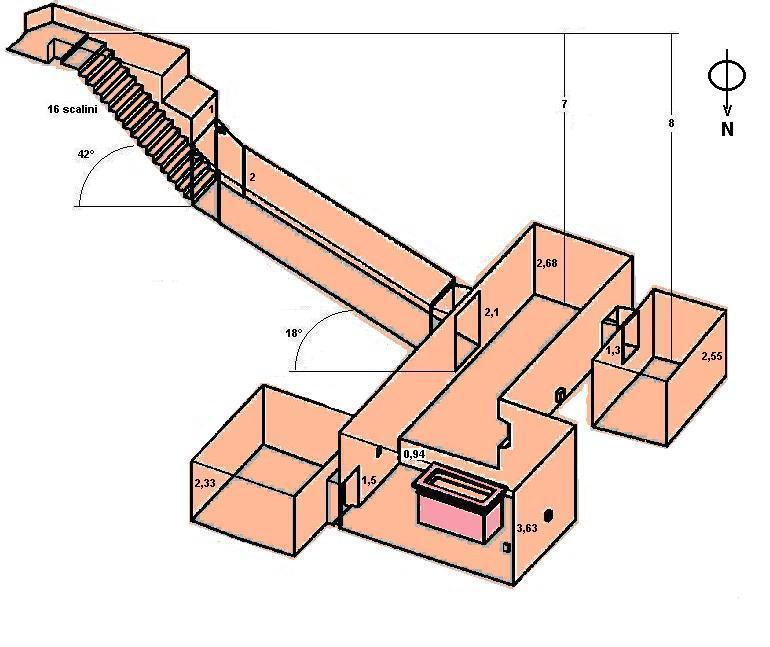
Assonometria della tomba di Tutankhamon

Theodore Davis, un eccentrico avvocato statunitense, incominciò a scavare nella Valle dei Re nel 1902 e portò alla luce parecchie tombe, più intenzionato a ritrovare tesori che alla progressione degli studi archeologici. Nei suoi scavi, Davis "sfiorò" più volte (senza mai scoprirla) la tomba di Tutankhamon e suo fu lo scavo della KV54 che conteneva oggetti appartenenti proprio al giovane re (si ritiene trattarsi di oggetti trafugati dalla KV62); egli considerò la KV54 la vera tomba del re, tanto che dichiarò che la valle non avesse più nulla da offrire. Davis era in pessimi rapporti con Carter e i due non perdevano occasione per criticarsi reciprocamente: Carter accusava Davis di non svolgere alcun rilevamento nei suoi scavi, né tanto meno di redigere relazioni sui reperti rinvenuti.
Nel 1903, per motivi di salute, era intanto giunto in Egitto anche un nobile inglese, George Edward Stanhope Molyneux Herbert, quinto conte di Carnarvon che dopo aver tentato, con ripetuti insuccessi, di ottenere risultati archeologici validi, decise di affidarsi, nel 1907, a un archeologo professionista scegliendo Howard Carter che precedentemente aveva lavorato nella Valle. Dal 1907 al 1914 gli scavi consentirono alla coppia Carter-Carnarvon di scoprire alcune tombe, ma il sodalizio fu interrotto dalla prima guerra mondiale.
Nel 1917 Carter riprese gli scavi nella Valle, che però non fornirono i risultati sperati dal magnate inglese. Nel 1922, in previsione della scadenza della concessione di scavo nell'aprile del 1923, il direttore del Servizio delle Antichità egiziano, Pierre Lacau, avvertì Lord Carnarvon dell'impossibilità di rinnovarla, annullando così gli accordi già presi tra lo stesso Carnarvon e il precedente direttore del Servizio, il francese Gaston Maspero.
Carnarvon decise perciò di rientrare in Gran Bretagna; Carter abbandonò momentaneamente gli scavi e lo raggiunse, ottenendo un'ultima campagna di scavo e giungendo a offrirsi di sostenerne personalmente le spese.
Rientrato in Egitto il 1º novembre 1922, Carter fece spostare il campo di scavo proprio dinanzi all'ingresso della tomba KV9 di Ramses VI, faraone della XX dinastia, in un settore di forma triangolare dove aveva già lavorato parecchi anni prima, ma che aveva incomprensibilmente abbandonato. Qui erano precedentemente stati rinvenuti i resti (ritenuti archeologicamente privi di importanza) di alcune capanne costruite dagli operai che avevano lavorato alla tomba KV9 e proprio in quel punto, tre giorni dopo, il 4 novembre 1922, fu scoperto il primo gradino di una scala di accesso a un ipogeo (dalla figura sotto riportata, è possibile rilevare la sovrapposizione della KV9 alla KV62).

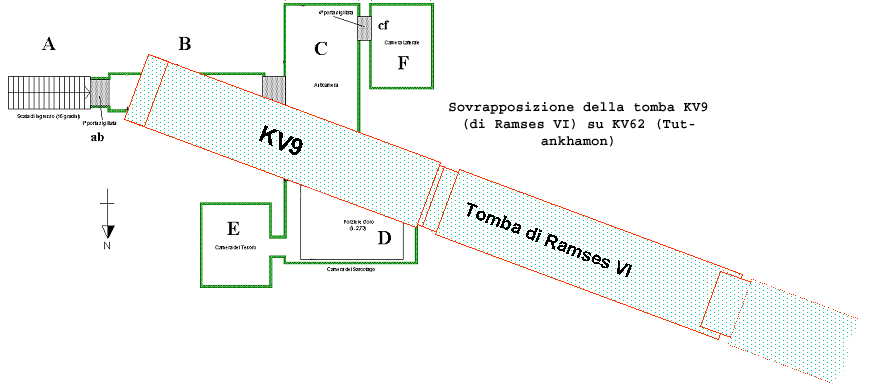
Sovrapposizione delle tombe KV9 su KV62

### Membri della squadra di scavo
- Lord Carnarvon (1866-1923): finanziatore degli scavi;
- Howard Carter (1874-1939): archeologo e direttore dei lavori;
- Arthur Callender (1875-1936): ingegnere e architetto;
- Arthur Cruttenden Mace (1874-1928): già assistente curatore presso il Metropolitan Museum of Art di New York e braccio destro di Carter;
- Alfred Lucas (1867-1945): chimico;
- Harry Burton (1879-1940): fotografo;
- Percy Newberry (1869-1949): egittologo e botanico;
- Alan Gardiner (1879-1963): egittologo filologo;
- James Henry Breasted (1865-1935): egittologo, storico di arte orientale;
- Walter Hauser (1893-1959): architetto e disegnatore;
- Lindsley Foote Hall (1883-1969): disegnatore;
- Richard Adamson (1901-1982): sergente di polizia per la sicurezza del cantiere di scavo[10]

### Cronologia degli eventi successivi
- 1922

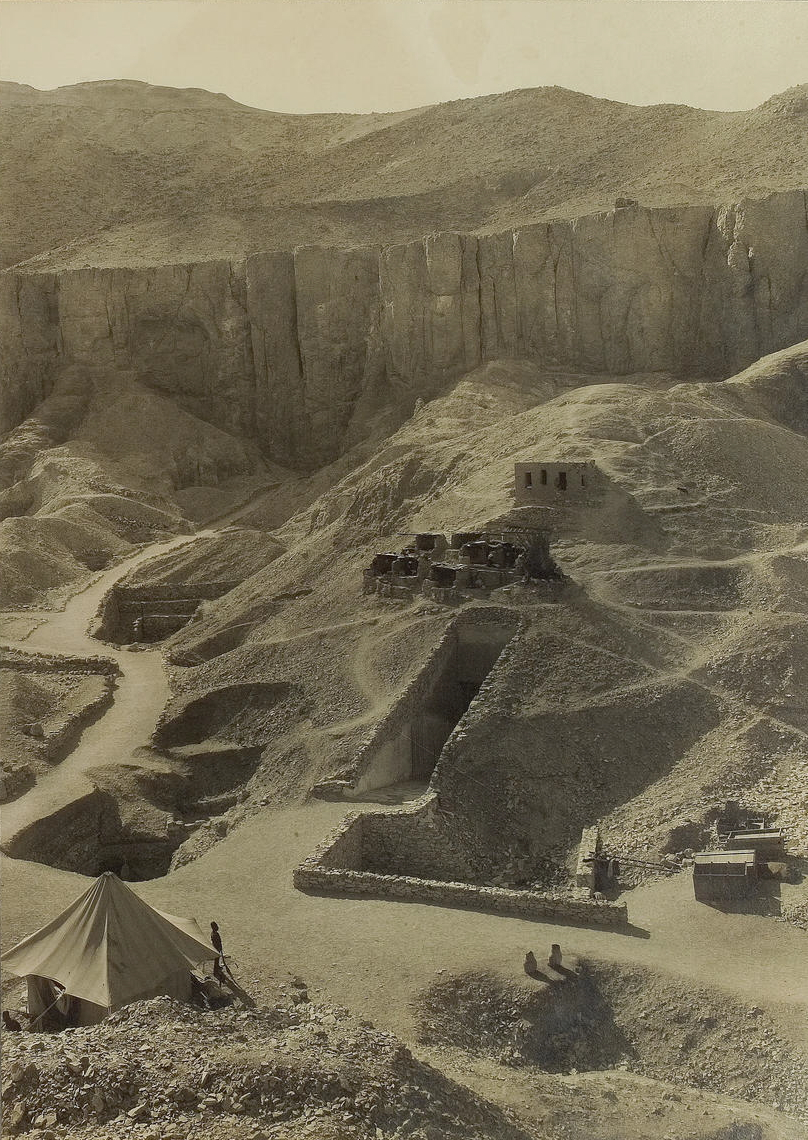
L'accesso alla tomba nel 1922

  - 4 novembre: scoperta del 1º gradino della scala ("A" nella planimetria che segue);
  - 5 novembre: portata alla luce l'intera scala ("A");
  - 24 novembre: Carter si accorge che la tomba è stata violata[11];
  - 25 novembre: svuotato il corridoio ("B");
  - 26 novembre: accesso all'anticamera ("C") e scoperta dell'annesso ("F");
  - 28 novembre: accesso alla camera funeraria ("D") e al "tesoro" ("E");
  - 29 novembre: apertura ufficiale della tomba;
  - 30 novembre: prima conferenza stampa;
  - 27 dicembre: rimozione del primo oggetto dalla tomba (una scatola dipinta dall'anticamera)[12];
- 1923
  - 16 febbraio: apertura ufficiale delle camera funeraria;
  - 5 aprile: morte di Lord Carnarvon;
- 1924
  - 12 febbraio: sollevamento del coperchio del sarcofago di granito;
  - 12 aprile: Carter, dopo una discussione con il Servizio delle Antichità, lascia gli scavi per un giro di conferenze negli Stati Uniti;

- 1925

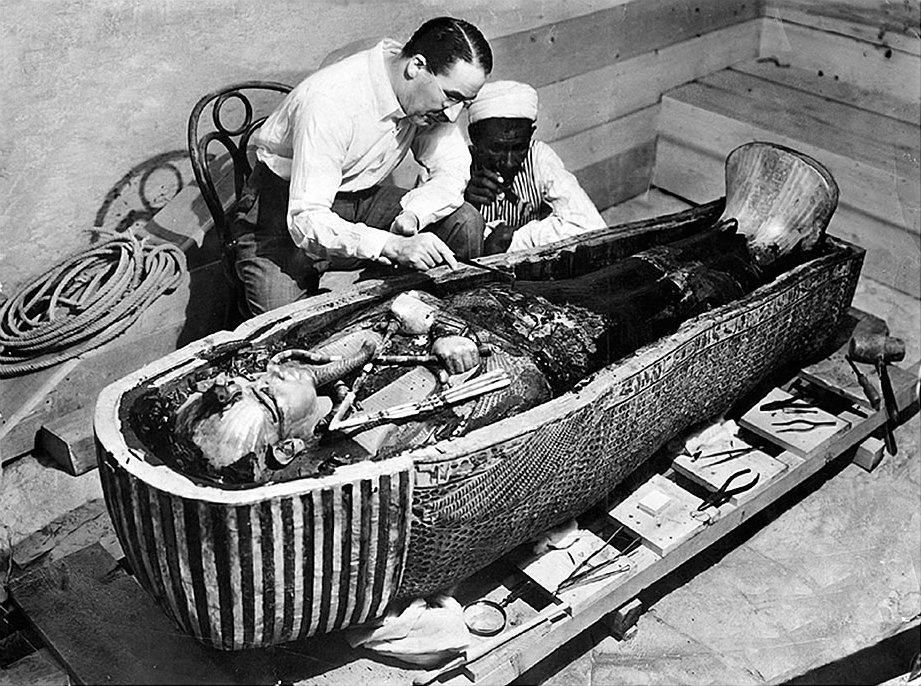
Apertura del sarcofago

  - 13 gennaio: Carter riprende le attività con una nuova concessione;
  - 13 ottobre: rimozione del coperchio del sarcofago più esterno;
  - 23 ottobre: rimozione del coperchio del secondo sarcofago;
  - 28 ottobre: rimozione del coperchio del sarcofago più interno e visione della mummia;
  - 11 novembre: inizio dell'autopsia sulla mummia di Tutankhamon;
- 1926
  - 24 ottobre: inizio dei lavori nel "tesoro";
- 1927
  - 30 ottobre: inizio dei lavori nell'annesso (ultimati il 15 dicembre);
- 1930
  - 10 novembre: 8 anni dopo la scoperta, sono rimossi gli ultimi oggetti dalla tomba[13].

## Planimetria

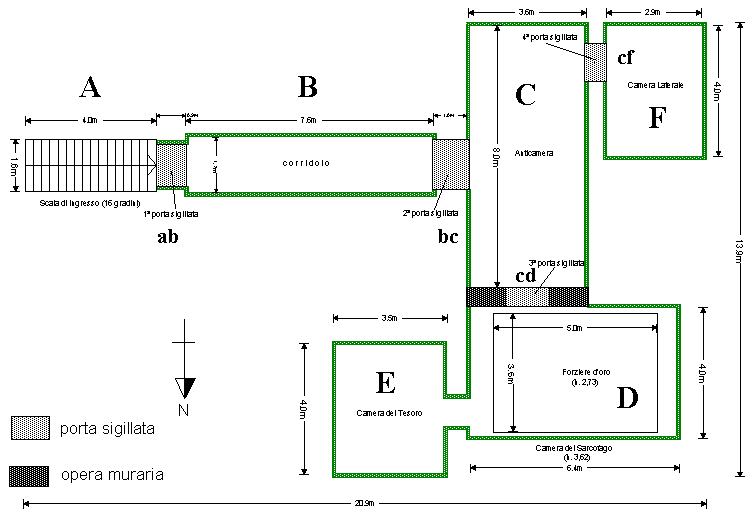
Planimetria della tomba KV62 con indicazione dei locali

Il complesso tombale è un ipogeo che si sviluppa nel calcare del wadi. Originariamente doveva esistere una grotta sotterranea, che gli scalpellini del faraone regolarizzarono, dando forma a stanze rettangolari.
Una scalinata (A) composta da sedici gradini porta a un corridoio in leggera discesa (B), che conduce in una sala rettangolare, denominata dagli archeologi "anticamera" (C), da cui si dipartono gli accessi ad altre due camere: la "camera funeraria" (D) che conteneva i sarcofagi e il cosiddetto "annesso" (F). Il complesso ipogeo, mediamente, si trova a circa 8 m di profondità rispetto al piano della valle, nelle immediate vicinanze della tomba KV9 di Ramses VI che, sia pure involontariamente come sopra visto, giocò un ruolo importante nella salvaguardia della sottostante KV62.
Dalla sala D si accede alla cosiddetta "camera del tesoro" (E).
Per quanto riguarda le, orientative, dimensioni (le lettere fanno sempre riferimento alla planimetria sopra riportata).
| Codice                                          | Stanza           | Dimensioni m | Area m² |
| ----------------------------------------------- | ---------------- | ------------ | ------- |
| A                                               | Scala            | 4,70 x 1,60  | 7,52    |
| B                                               | Corridoio        | 7,60 x 1,70  | 12,92   |
| C                                               | Anticamera       | 3,60 x 8     | 28,8    |
| D                                               | Camera funeraria | 6,40 x 4     | 25,6    |
| E                                               | Tesoro           | 3,80 x 4,70  | 17,86   |
| F                                               | Annesso          | 2,60 x 4,30  | 11,18   |
| Per un totale complessivo di poco più di 100 m² |                  |              |         |

Come si nota, si tratta di una tomba molto piccola (per gli standard della Valle dei Re); si ritiene infatti che la morte prematura del giovane sovrano avesse colto impreparati i dignitari che decisero, perciò, di utilizzare una tomba già predisposta, forse destinata ad Ay, alto funzionario di corte. Di fatto si ritiene che la vera tomba di Tutankhamon, quella cioè di cui era incominciato lo scavo all'atto dell'ascesa al trono del giovane, sia la tomba KV23, poi occupata dal successore Ay.

### A. La scala
A un piccolo ripiano iniziale segue la scala vera e propria, ripida e breve: sedici gradini al termine dei quali si trovava una "prima porta" murata ("ab" in planimetria) e sul cui intonaco spiccavano i sigilli intatti della necropoli con lo sciacallo, rappresentante il dio Anubi, sovrastante nove prigionieri, i nemici dell'Egitto, con le braccia legate dietro la schiena.

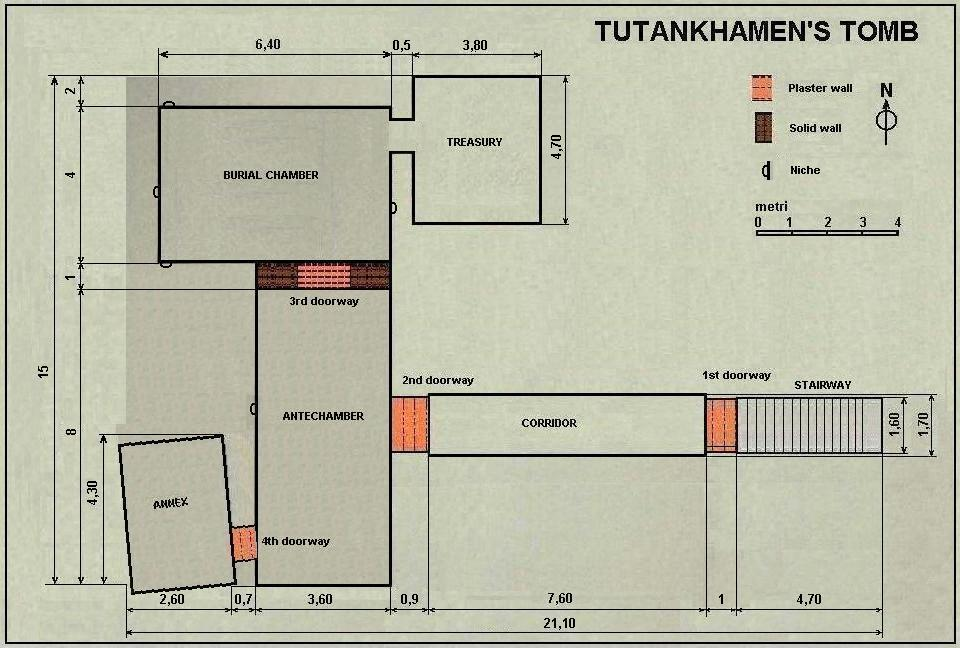
Tomba di Tutankhamon

### B. Il corridoio
Dalla scala si diparte, sullo stesso asse, un lungo corridoio con inclinazione costante verso il basso, di circa 18° chiuso, all'estremità opposta, da una "seconda porta" murata ("bc") abbattuta e sostituita, in tempi moderni, da una robusta grata. Per avere una sensazione dell'immane lavoro svolto dagli scavatori moderni, ma ancor più da quelli antichi, si consideri che giù per la scala "A", e lungo il corridoio "B", fu trasportato all'interno il sarcofago di granito del peso di quasi 430 kg che ospita ancora il corpo di Tutankhamon.
All'atto della scoperta, scala (A) e corridoio (B) erano completamente riempiti di pietrisco mentre le porte ("ab" e "bc"), che presentavano chiari segni di almeno due aperture da parte di ladri, e successive chiusure a cura dei funzionari preposti, recavano numerosi sigilli della necropoli tebana (il dio-sciacallo Anubi che sovrasta nove prigionieri con le braccia legate: i nemici dell'Egitto).
A proposito dei sigilli, nella tomba, specie sulle pareti murate, furono trovati sette tipi di sigilli differenti, tutti impressi sulle pareti quando l'argilla che le ricopriva era ancora fresca mediante una sorta di "timbri", forse di legno. La sovrapposizione di alcuni di questi timbri ha consentito di individuare la cronologia delle incursioni ladresche.

### C. L'anticamera

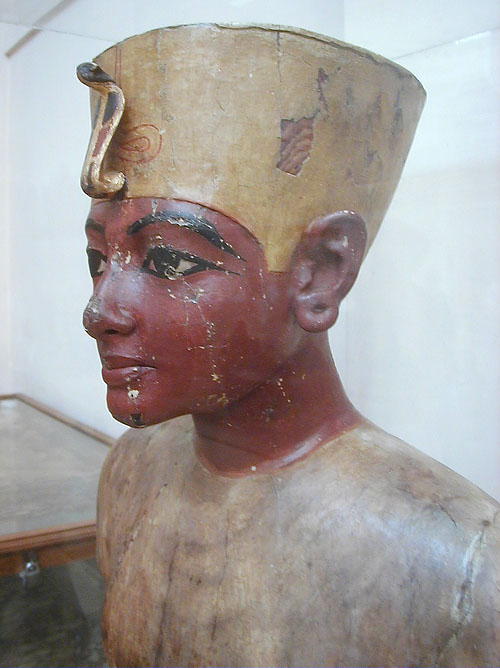
Busto di legno dipinto

La porta murata (bc) presentava segni di effrazione, di ricostruzione e di conseguente apposizione dei sigilli della necropoli. Abbattuto il tramezzo che chiudeva il corridoio, Carter si trovò in un vasto locale di circa 30 m², che si sviluppa ortogonalmente rispetto al corridoio (B), da cui si accede per mezzo di un gradino.
Al momento dell'apertura, l'anticamera conteneva circa 6-700 oggetti, raccolti da Carter in centocinquantasette gruppi, accatastati alla rinfusa.
Spiccavano, sul lato sinistro dell'ingresso, i carri del re, smontati, mentre davanti alla porta troneggiavano tre letti zoomorfi, con l'iscrizione Osiride Nebkheperura e quindi esclusivamente funerari, di cui:
- il primo con le sponde laterali in forma di leonessa, nelle sembianze della dea Mehet che garantiva annualmente la regolare piena del Nilo e quindi indicava il rinnovamento;
- il secondo in forma di vacca, rappresentante la dea Mehetueret intimamente connessa al rito della rinascita di Ra e del re;
- il terzo presentava teste di ippopotamo e corpo di leone, rappresentazione, come animale ibrido, della dea Ammut detta "la divoratrice di cadaveri" che, in questo caso, similmente a Nut, ingoiava il defunto per partorirlo rigenerato.

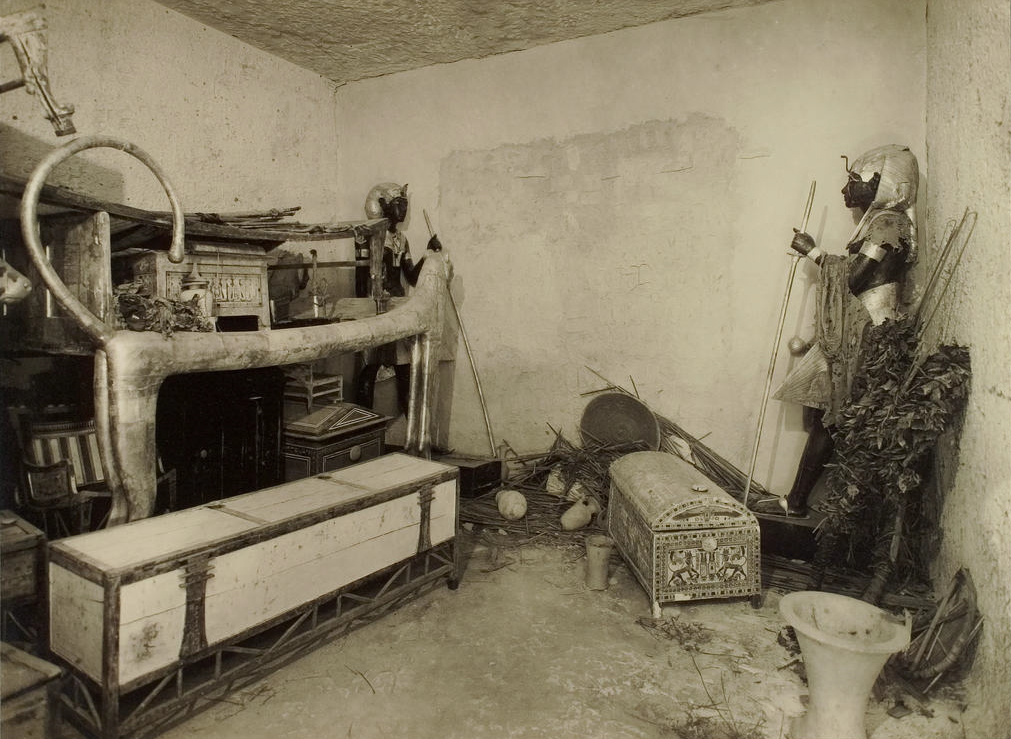
L'ingresso alla camera funeraria ancora murato. Foto di Harry Burton.

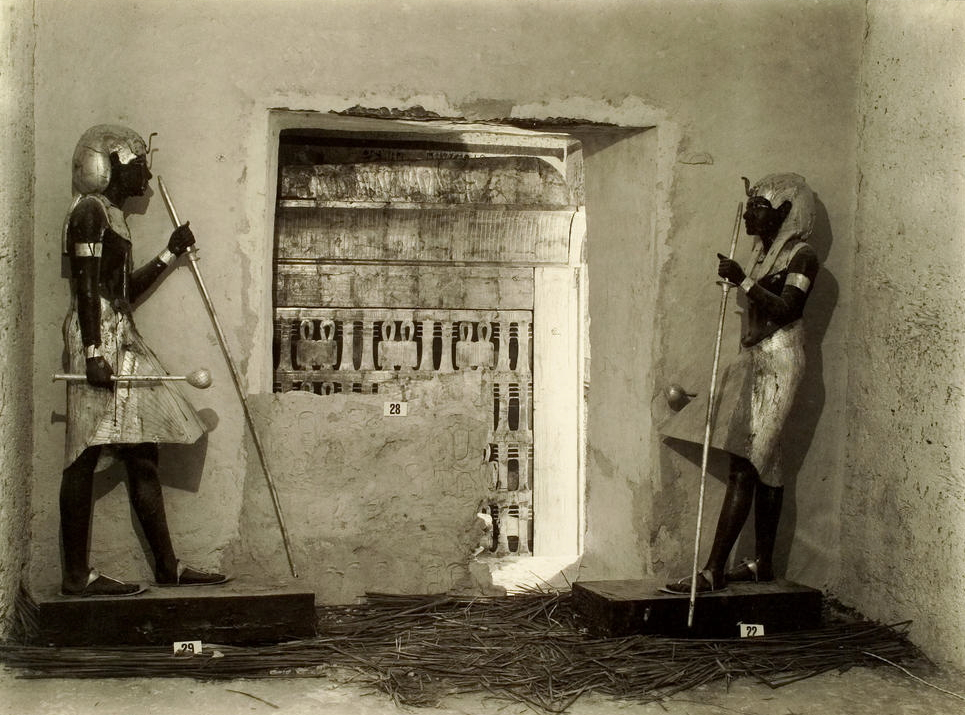
L'accesso svela la camera funeraria. Foto di Harry Burton.

Sulla parete di destra (nord) gli scavatori notarono subito una "terza porta" murata ("cd" nella planimetria sopra riportata). Il fatto che fosse presidiata da due statue in grandezza naturale fece intendere che doveva nascondere qualcosa di particolarmente importante. Secondo le leggi vigenti all'epoca, qualora si fosse trattato di una tomba intatta, l'apertura di questa porta sarebbe dovuta avvenire alla presenza del sovrintendente alle antichità Lacau, ma questi delegò uno dei suoi assistenti, Rex Engelbach, che dopo aver annotato le considerazioni di Carter sulla violazione della tomba, avvenuta durante l'antichità, e la successiva riapposizione dei sigilli, il 26 novembre non si ripresentò al cantiere; in tale data, pertanto, Carter sfondò, con cautela, la porta murata nell'angolo superiore sinistro e osservò l'interno, come lord Carnarvon, sua figlia Evelyn e l'americano Callender, tecnico ferroviario in pensione e suo aiutante. Il foro venne richiuso e venne applicato un cancello di legno sulla porta esterna. Il gruppo tornò nella tomba il 28 novembre 1922, dopo aver inviato un messaggio al Servizio delle Antichità e sapendo benissimo che sarebbe stato ricevuto solo dopo l'orario di chiusura; in tale occasione venne praticato un foro nella parte bassa della porta (cd) che dava accesso alla camera funeraria. Tale foro venne poi coperto da una cesta rotonda e da uno strato di frecce che abbondavano sul pavimento, o, secondo un'altra fonte, da steli di giunco che si trovavano nell'anticamera come è possibile rilevare dalle fotografie scattate da Burton; la prima a entrare fu lady Evelyn, figlia di Lord Carnarvon.

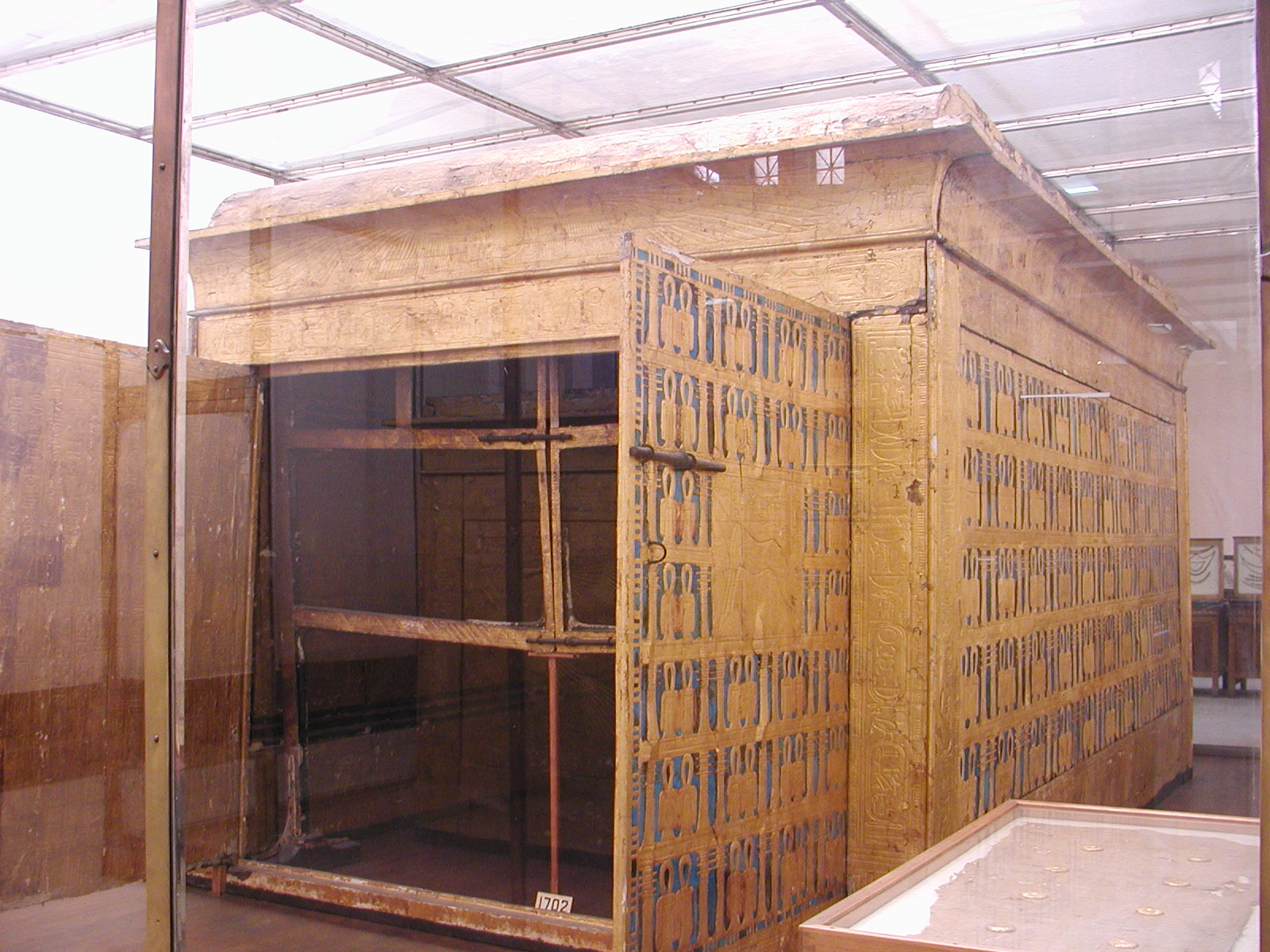
Cappella in legno laminato d'oro

Come tutto lasciava supporre, dietro questa porta si trovava la camera funeraria (D), quasi completamente occupata da una struttura di legno dorato, una sorta di cappella che, come successivamente si appurò, ne conteneva altre tre prima di raggiungere il sarcofago di granito.

### D. La camera funeraria

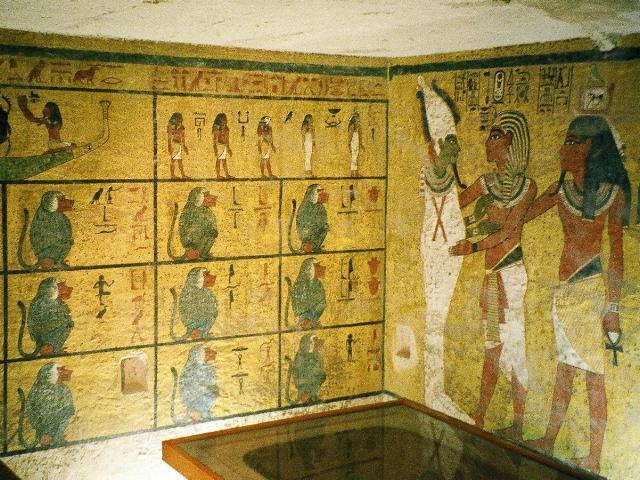
Le pareti della camera di sepoltura. L'angolo visibile nella foto è quello rivolto in direzione Nord-Ovest.

Il 17 febbraio 1923, una volta sgomberata completamente l'anticamera (C) e alla presenza di un "folto pubblico" (famose le foto di Carter e dello stesso Carnarvon in camicia che attaccano la muratura con un piccone), si procedette alla demolizione del muro della porta (cd) che separava l'anticamera (C) dalla camera funeraria (D).
Si tratta dell'unica camera dipinta della tomba. Giacché le pitture furono realizzate su un fondo di colore giallo, alla stanza venne assegnato il nome di Casa d'oro. Tutte e quattro le pareti sono dipinte con andamento delle scene verso ovest. I dipinti presentano piccole punteggiature nere causate da funghi le cui spore vennero introdotte all'atto della realizzazione delle pitture parietali e proliferate anche a causa dell'umidità interna della tomba.

#### Parete nord
La parete è suddivisibile in tre distinte scene ordinate da destra verso sinistra per chi guarda. Nella prima scena, Ay, successore di Tutankhamon, indossa il Pshent, la corona blu, e la pelle di leopardo del prete Setem; fa le veci del figlio primogenito ed esegue il necessario rituale di rivivificazione su suo “padre”: l’apertura degli occhi e delle orecchie. Si tratta tuttavia di un dipinto che esula dalle regole canoniche: Ay, infatti, svolge la cerimonia che era prevista per l'erede al trono, ma indossa già i simboli della sovranità e sul suo capo è riportato il cartiglio con il suo nome di incoronazione. Tale situazione apparirebbe anomala poiché non potevano coesistere due faraoni se non come coreggenti (e non risulta un periodo di coreggenza tra Ay e Tutankhamon), e la cerimonia di insediamento del successore non poteva avvenire se non dopo che il defunto Tutankhamon si fosse trasformato in Osiride, cioè proprio dopo la cerimonia dell'apertura degli occhi e delle orecchie.
Nella scena centrale Tutankhamon, il cui nome viene riportato sopra la sua figura, appare nuovamente in abiti terreni, ovvero del re vivente giacché egli è ormai tale dopo la cerimonia dell'apertura degli occhi e delle orecchie, ed è affrontato alla dea Nut che lo accoglie nell'aldilà.
Nell'ultima scena il re, in abiti terreni, indossa il copricapo nemes, è seguito dal suo doppio, il Kha, con in mano l'ankh. Il faraone abbraccia, cioè si congiunge nell'aldilà con Osiride, re dei defunti, con cui egli stesso ormai si identifica.
In questa parete inoltre le figure umane sono disegnate in proporzione su un'altezza di 20 quadrati, mentre quelle sulle altre tre pareti sono scandite da diciotto quadrati. La griglia a venti quadrati è tipica dell'età amarniana. Si è potuto constatare che le figure della parete nord furono dipinte in un tempo precedente alla sepoltura di Tutankhamon. Si pensa inoltre che questa pittura raffigurasse Tutankhamon che, vestito con la pelle di leopardo in qualità di sacerdote sem, svolgeva la cerimonia di apertura  della bocca del suo predecessore. In seguito alla morte prematura del faraone questa camera fu trasformata nella camera sepolcrale di Tutankhamon.

#### Parete ovest
Suddivisa in due registri; nel registro superiore la barca solare, preceduta da cinque divinità (Nebtubi, Heru, Kashu, Nehes, Maa), su cui viaggia il dio Khepri (peraltro parte integrante del prenome Neb-Kheperu-Ra di Tutankhamon). 
Nel registro inferiore dodici babbuini accovacciati rappresentano la prima delle dodici ore della notte attraverso cui il sole, e il re, devono viaggiare prima di raggiungere l’alba.

#### Parete sud
Trattandosi della parete in cui si apriva la porta (cd), è quella che ha subito i danni maggiori: il re, che qui veste il copricapo Khat, è seguito da Anubi, dio della necropoli, ed è accolto nel regno dei morti da Hathor. Alle spalle di Anubi, identificata dai geroglifici che si trovavano sulla sua testa, si trovava la Dea Iside la cui immagine è quella maggiormente danneggiata dalle demolizioni che è accompagnata da tre divinità dell'aldilà.
La decorazione di questa parete fu evidentemente eseguita per ultima e con una certa fretta dopo che gli scrigni erano stati montati nella Camera Funeraria. Appare evidente, inoltre, la differenza, di “mano” di chi la eseguì (rispetto alle altre) anche perché le proporzioni delle figure, su questa parete, non sono basate sul canone amarniano di venti quadrati, bensì sulla più tradizionale griglia compositiva di diciotto quadrati.

#### Parete est
Nella parete est si apre la porta che dà accesso al Tesoro (camera E in planimetria); nella parte alta della parete viene rappresentato il corteo funebre: il re mummificato giace supino su un'alta slitta posta sotto un baldacchino dal duplice cornicione lavorato con teste di cobra erette (del tutto simile a quello realmente rinvenuto della tomba). La slitta è trainata da dodici uomini, suddivisi in cinque gruppi, vestiti di bianco e con il capo cinto di bende funerarie anch'esse bianche. L’ultima coppia, dal capo rasato e con differenti abiti, rappresenta i due Visir dell’Alto e Basso Egitto, forse Pentu e Usermont.
I restanti uomini, come riportato nelle iscrizioni, sono alti funzionari di Palazzo che, secondo il testo, proclamano Neb Kheperu Ra, vai in pace o dio protettore della terra.
Ad abbattimento della porta (cd) avvenuto, agli archeologi si presentò una seconda parete di legno, completamente ricoperta d'oro e pasta vitrea blu. Era questa la parete della prima di quattro cappelle, o scrigni, o sacrari, tutte in legno rivestite di lamina d'oro, che racchiudevano i sarcofagi del re.

#### Le cappelle in legno dorato
La prima cappella, o sacrario, lunga 508 cm, larga 328 cm e alta 275 cm, occupava quasi per intero la camera , e presentava le porte a due battenti ancora chiuse e recanti il sigillo della necropoli.
Nell'intercapedine creata tra la parete della tomba e quella della prima cappella vennero rinvenuti molteplici oggetti: due lampade in calcite, una statua in legno rappresentante un'oca, alcune scatole e un'anfora di vino, undici remi della barca sacra, nonché alcune rappresentazioni stilizzate del dio Anubi.

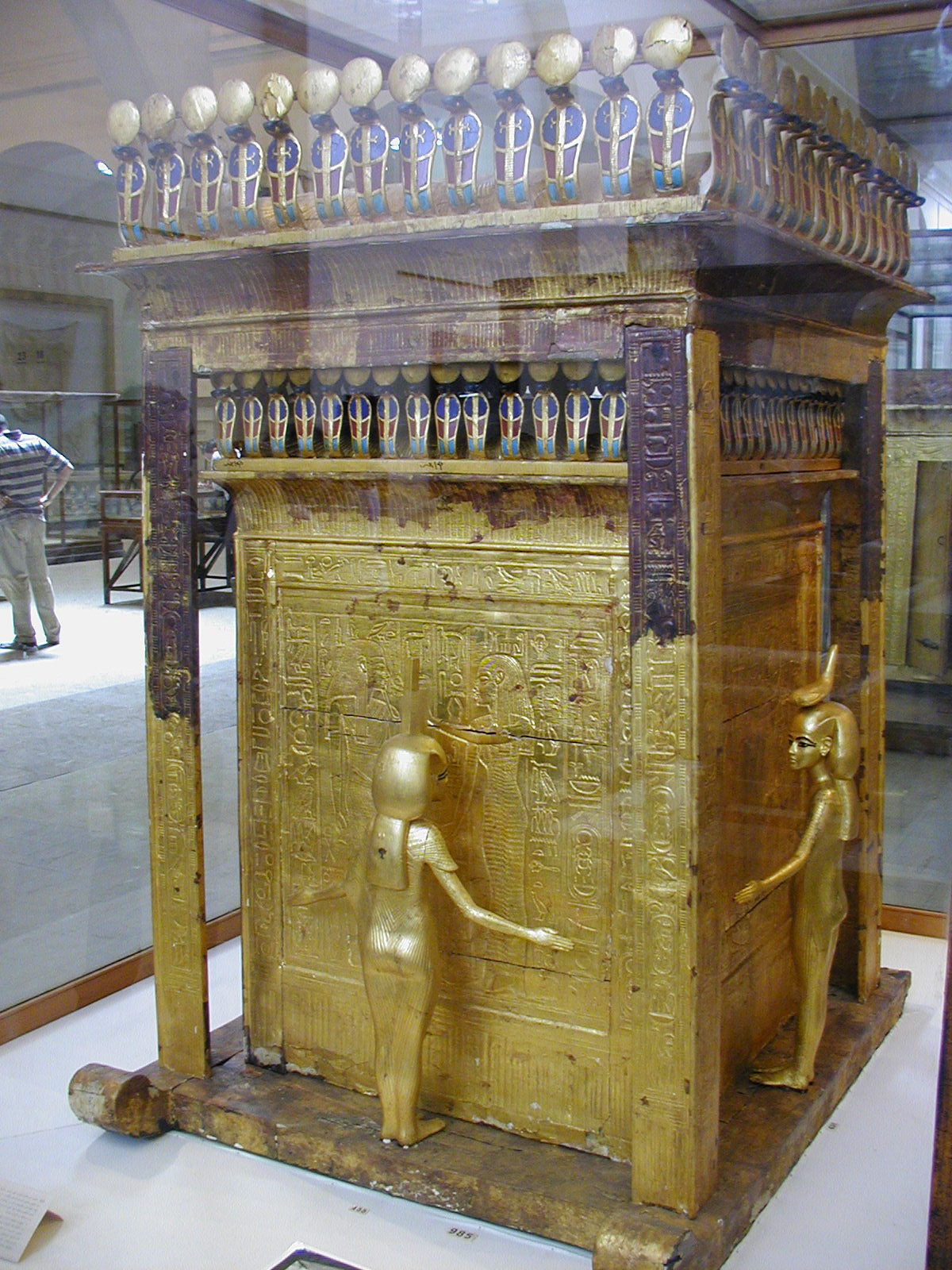
Scrigno in legno laminato d'oro contenente i vasi canopi

L'apertura della prima cappella, il cui portale si trovava sul lato est della camera funeraria, ne rivelò una seconda di 374 cm di lunghezza, 235 cm di larghezza e 225 cm di altezza, priva di sigilli, che si trovava all'interno di una semplice struttura in legno originariamente ricoperta da un telo di lino di 550 cm per 440 cm, ormai completamente deteriorato, su cui erano state cucite rosette in bronzo). Una terza cappella di 340 cm di lunghezza, 192 cm di larghezza e 215 cm di altezza, questa volta ancora con i sigilli della necropoli intatti, ne conteneva una quarta di 290 cm di lunghezza, per 148 cm di larghezza e 190 cm di altezza; nell'intercapedine tra queste vennero rinvenuti altri oggetti rituali tra cui alcuni archi.

#### Il sarcofago in quarzite
Solo all'interno della quarta cappella si trovava il sarcofago vero e proprio; ricavato da un unico blocco di quarzite gialla, lungo 274 cm, largo 147 cm e alto 147 cm, del peso di oltre 430 kg. Il coperchio presentava una frattura trasversale al centro e le due parti erano state tra loro accostate mediante una colata di gesso cui era stato applicato colore per rendere simile la tonalità all'intera struttura. Si tratta, peraltro, dello stesso sarcofago che oggi è possibile ammirare nella camera funeraria della KV62 e che, sostituito il coperchio in granito con una lastra di vetro, ospita ancora uno dei sarcofagi antropomorfi (il primo, in legno e oro) e le spoglie mortali di Tutankhamon.

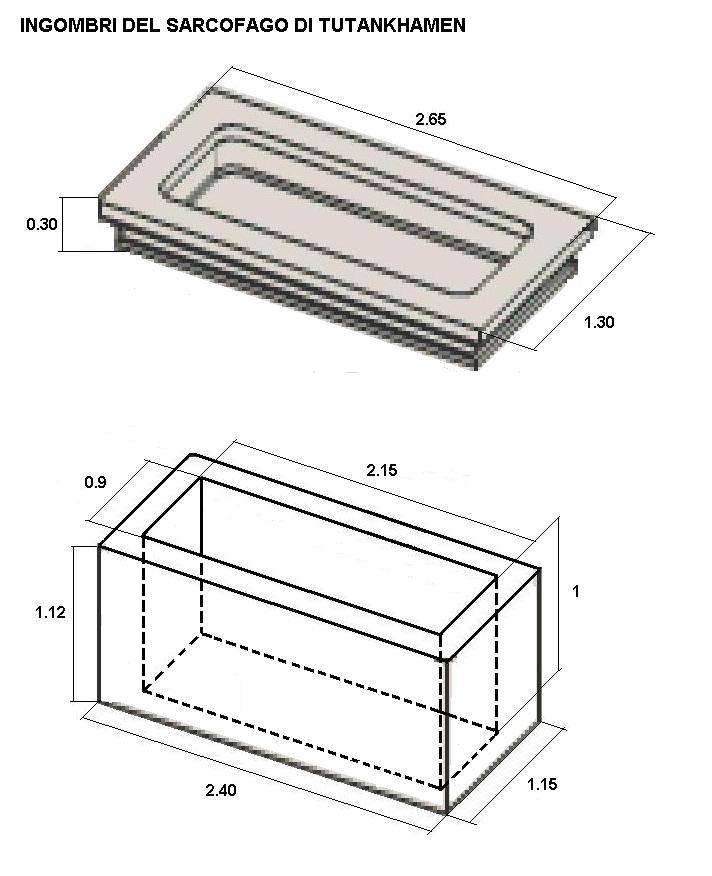
Sarcofago di quarzite

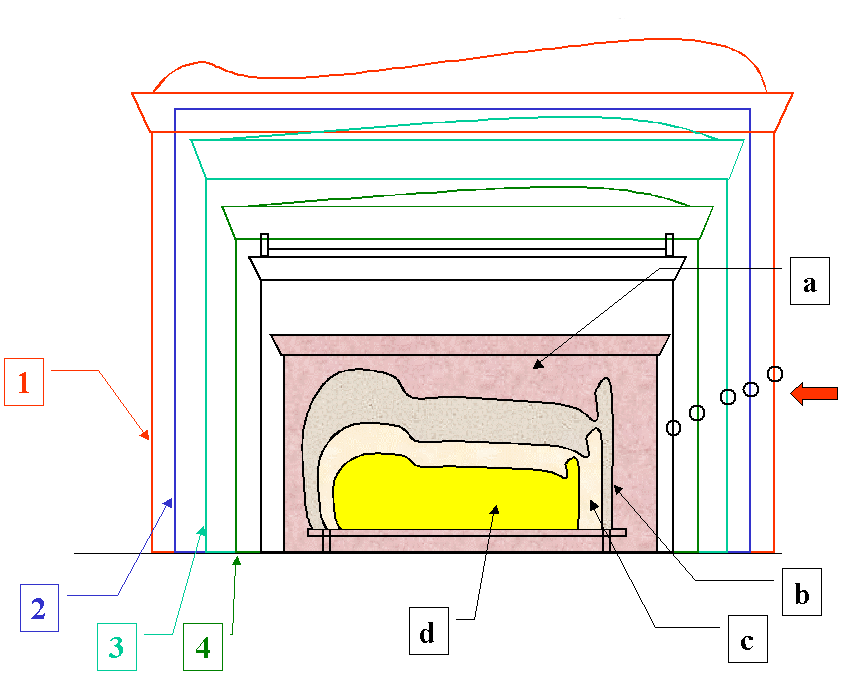
Casse interne

#### I sarcofagi antropomorfi
All'interno del sarcofago in quarzite si trovavano tre altri sarcofagi antropomorfi, di cui due in legno ricoperto da lamine d'oro, e l'ultimo, quello più vicino al corpo del defunto, in oro massiccio.

##### Il primo sarcofago (legno ricoperto d'oro)
All'interno del sarcofago di granito, sotto un doppio strato di lino, fu rinvenuto un primo sarcofago antropomorfo in legno rivestito d'oro, le cui maniglie in argento furono così resistenti da consentire il sollevamento del coperchio. Lungo 224 cm, in legno di cipresso con sagomatura in gesso ricoperta da una foglia d'oro di spessore variabile, poggiava su un basso letto in legno ancora intatto. Ai lati le due dee Iside e Nefti ricoprono il defunto con le loro ali; sul fondo, la dea Iside sovrasta il simbolo geroglifico dell'oro e un testo su dieci colonne.

##### Il secondo sarcofago (legno ricoperto d'oro)
Ne seguì un secondo della stessa fattura, ovvero in legno rivestito d'oro lungo 204 cm. Era ricoperto da un malridotto sudario in lino cui erano sovrapposte ghirlande di fiori, un ramoscello d'ulivo, petali di fiori di loto blu e fiordaliso. In luogo delle dee Iside e Nefti, questa volta stendevano le loro ali sul defunto il cobra Uadjet e l'avvoltoio Nekhbet. Il coperchio era tenuto in situ da dieci tenoni in argento iscritti con il prenome del re Neb-Kheperu-Ra.

##### Il terzo sarcofago (oro massiccio)
Un terzo sarcofago, questa volta in oro massiccio, lungo 188 cm, di spessore variabile da 2 a 3 mm, e del peso complessivo (calcolato nel 1929) di circa 110 kg, venne trovato all'interno del secondo. Il copricapo nemes del sarcofago era ricoperto di un sottile telo di lino, il viso lasciato in vista, mentre tutto il resto del corpo antropomorfo era ricoperto da un lino di colore rosso ripiegato tre volte. Il torace era ricoperto da un ampio e fragile collare in perline di vetro blu, nonché foglie, fiori e frutti di vario genere tra cui melograni. Carter stimò che fossero stati versati, nell'intercapedine tra i due contenitori, circa due secchi di resine che, solidificandosi, avevano fermamente unito il terzo sarcofago al fondo del secondo. Gli occhi, originariamente in calcare e ossidiana, sono andati perduti per decomposizione; sopracciglia e trucco cosmetico sono in lapislazzuli e paste vitree. Il nemes reca, anche in questo caso, la tipica ripartizione in fasce che però, al contrario di quanto rilevato nei due sarcofagi precedenti, sono solo evidenziate con differente altezza e non colorate. Le orecchie presentavano fori per orecchini, ma questi erano stati camuffati con dischetti in oro. Attorno al collo di questo sarcofago si trovavano due pesanti collane costituite da dischi intervallati in oro e faience. Le braccia del re sono incrociate sul petto e recano il flagello, nella mano destra, e lo scettro Hekat, nella sinistra, simboli di Osiride, col significato regale di protezione e di guida.

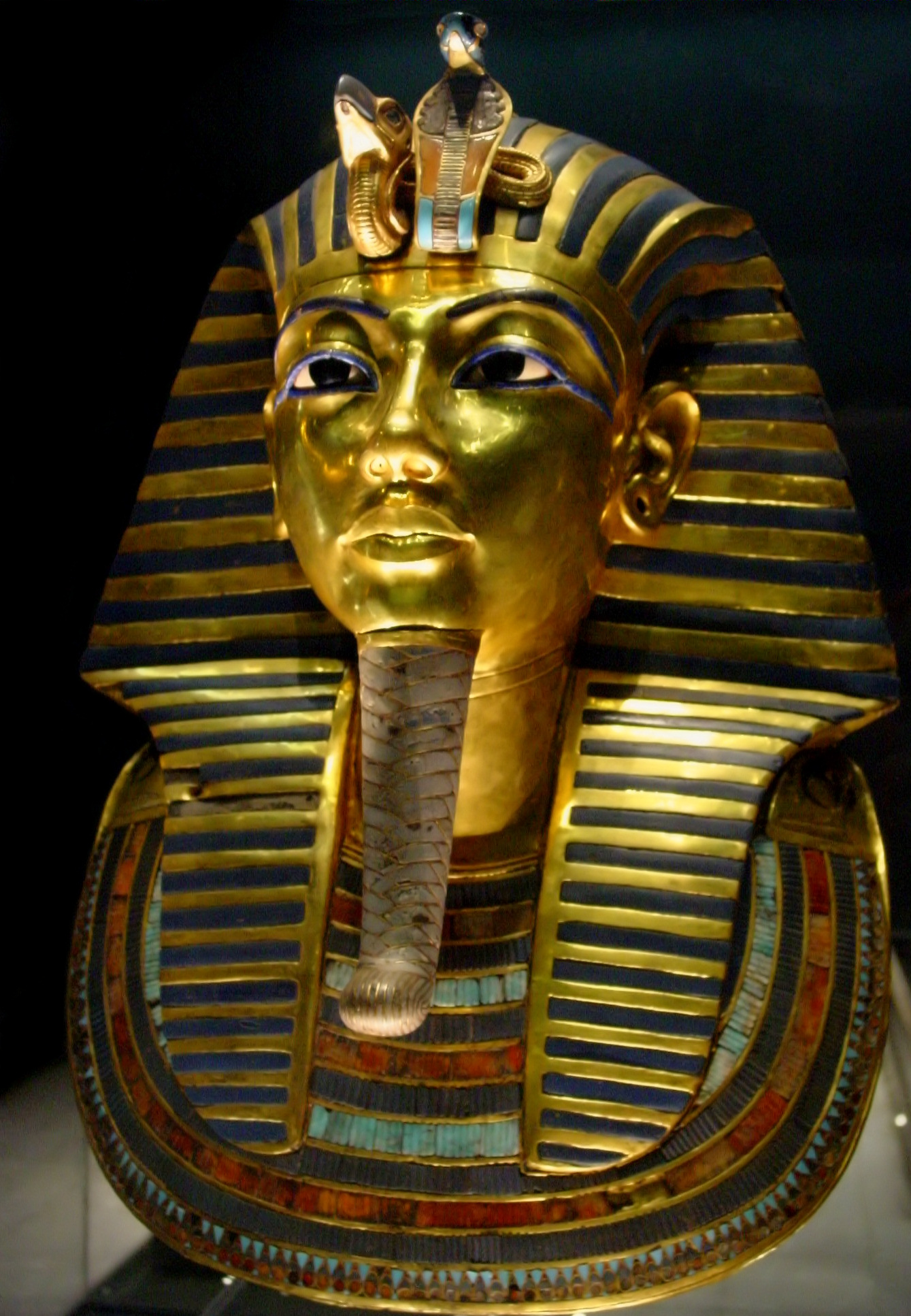
Maschera funeraria di Tutankhamon esposta al Museo Egizio del Cairo

Ma nemmeno la rimozione di questo terzo sarcofago doveva consentire agli scopritori di guardare in faccia Tutankhamon: la mummia, finalmente rivelata, portava sul capo, infatti, l'oggetto più famoso dell'iconografia egiziana e che, da solo, basta a caratterizzare l'intera avventura dell'egittologia, ossia la maschera d'oro.

#### La maschera d'oro
La maschera funeraria di Tutankhamon venne portata alla luce, e vista per la prima volta dagli archeologi, il 25 ottobre 1925, ovvero quasi tre anni dopo la scoperta della tomba.
Si tratta di una sorta di "casco", in oro massiccio, lapislazzuli e paste vitree, che riproduce le fattezze del giovane re. Tutankhamon indossa il nemes, sulla fronte reca le due dee protettrici dell'Alto e Basso Egitto (Nekhbet l'avvoltoio e Uto il cobra); gli occhi, truccati secondo l'usanza, sono in quarzo e ossidiana, mentre sopracciglia e trucco sono realizzati in lapislazzuli.
Reca il numero 256a nella catalogazione di Carter; è registrata presso il Museo del Cairo con il numero d'entrata 60672 e, come sottonumero del corredo di Tutankhamon, il 220.

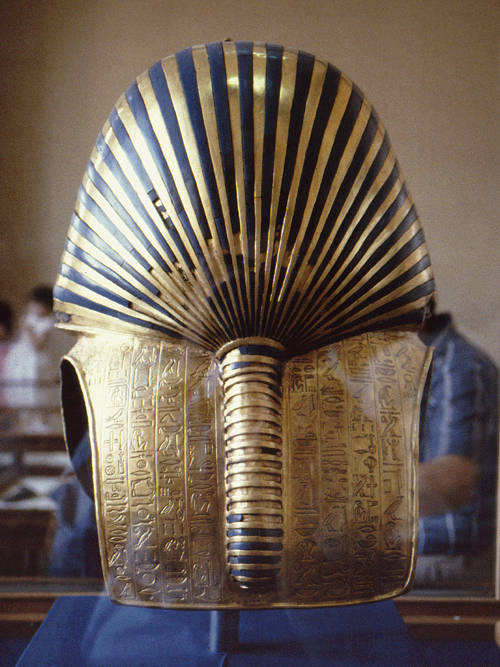
Retro della maschera

Misura circa 54 cm in altezza, 39,3 cm in larghezza e 49 cm in profondità; lo spessore medio della lamina è stato stimato in 0,15 cm che diventano 0,30 cm nei bordi; il peso oscilla (a seconda delle pesature) tra i 9,2 e i 10,2 kg.
Il materiale principale è oro di elevata caratura ma due sfumature sono riscontrabili a occhio nudo: argento-azzurrognolo per il viso e il collo e un colore più scuro per il resto. Analisi al XRDF (diffrattometro corredato di spettrometro) hanno rivelato che si tratta di differenti leghe: 18,4 carati, rilevati per le labbra, e 22,5 carati nella treccia del nemes.
Il viso è una versione della realtà idealizzata nei ritratti noti del faraone all'interno ed esternamente alla tomba e segnatamente nelle due statue di guardiani a grandezza naturale che presidiavano l'accesso alla camera funeraria. Parte integrante della maschera è una barba in pasta vitrea blu, oggi scolorata in grigio, che molte foto di Burton mostrano distaccata dal mento cui è applicata, a pressione, mediante una fascia d'oro.
La parte posteriore della maschera reca dieci colonne e due righe di geroglifici, derivanti da una personalizzazione del capitolo CLI del Libro dei Morti; il testo, che richiama la protezione degli dei Ptah-Sokar, Thot, Anubi, Horus, nonché dell'intera Enneade, è adattato specificamente al benessere di Tutankhamon nell'aldilà, (benché un'analisi del 2001 abbia portato a individuare il nome della enigmatica regina Ankhtkheperura, o Neferneferuaton, in un cartiglio parzialmente cancellato):
Salute a te, bello è il tuo viso che irradia luce

completato da Ptah-Sokar, esaltato da Anubi, fa in modo che siano innalzate 

a Thot lodi. Bello è il volto che è presso gli dei. Il tuo occhio destro è 

nella barca del Sole della sera, il tuo occhio sinistro è nella barca del sole al mattino, le tue sopracciglia

nell'Enneade. La tua fronte è Anubi, la tua nuca è

Horus, la tua chioma è Ptah-Sokaret e sei dinanzi a Osiride.

Egli ti vede e ti guida lungo strade belle per colpire in suo nome

i congiurati di Seth. Sconfigga egli i tuoi nemici presso

l'Enneade di Heliopolis. Lui è in possesso della corona ed è sotto la maestà di Horus

Signore dell'umanità

l'Osiride sovrano Neb-Kheperu-Ra giusto di voce, dia vita come Ra.

##### Condizioni della maschera
Vari sono i danni subiti dalla maschera di Tutankhamon: perdita di estese parti della pasta vitrea blu dalla fronte e dal retro del nemes, specie dalla treccia posteriore; gran parte di questi danni furono causati da Carter nel tentativo di separare la maschera, e in genere il corpo del re, dalle resine di imbalsamazione.
Un secondo gruppo di danni è visibile sulla fronte e sulla falda esterna, a destra guardando, della maschera: due fori brutalmente eseguiti in antico evidentemente per fissare fermamente in posizione il flagello al corpo. Non è ovviamente noto perché tali fori siano stati realizzati in maniera così cruda. Durante la cerimonia di apertura degli occhi e della bocca era prevista la posizione verticale della mummia regale e, forse, in tale posizione il flagello non restava ben fermo rischiando di cadere; ciò potrebbe aver comportato la necessità di risolvere il problema estemporaneamente.
Una terza area di danni è riscontrabile nella parte anteriore sporgente, a destra, del nemes: sembra infatti che questa sia stata sottoposta a un urto molto violento. La posizione e il tipo di danno suggerisce che la maschera (e forse il completo allestimento funerario) possa essere caduta dalla posizione verticale già all'interno della tomba. Tale ipotesi viene suffragata dalle stesse annotazioni di Carter che indica un certo numero di pezzi d'oro sparsi sul pavimento dell'entrata e dell'anticamera. Carter identificò successivamente tali frammenti come parte del fianco della maschera.
È interessante notare che nulla fa supporre che la maschera sia mai stata usata prima della sepoltura di Tutankhamon, nonostante alcune evidenze nella struttura stessa dimostrerebbero che era stata preparata per qualcun altro.
Tale ipotesi sarebbe inoltre suffragata dai larghi fori presenti alle orecchie della maschera, ai quali non erano apposti orecchini, ma che erano camuffati da dischi in oro. Che si trattasse di un camuffamento, inoltre, venne confermato dalla presenza di analoghi dischi sulle orecchie del sarcofago d’oro più interno.
La presenza di fori per orecchini sulla maschera contrasterebbe, tuttavia, con la rappresentazione tipica dei re giacché sono noti solo due casi di rilievi di re in età matura che indossano tali ornamenti. Si ritiene, perciò, che gli orecchini fossero solitamente indossati dai re in età prepuberale, ma fossero inadeguati per il re in età adulta. Da ciò deriva l’ipotesi che il viso della maschera, o più esattamente le orecchie, fossero state realizzate o per una donna, o per un bambino, o che nascondendo i fori si intendesse dare al defunto re Tutankhamon un’età più matura.

##### Struttura della maschera
Differenti analisi radiografiche e ispezioni della maschera eseguite al Cairo nel 2001 e nel 2009 hanno consentito di individuare una serie di rivetti alla base della gola e una visibile linea di saldatura lungo i bordi del viso e del collo, nonché nella fascia frontale. Alla luce di tali analisi, è possibile stabilire che la maschera è, in realtà, costituita da otto distinte parti: 
1. pannello frontale;
2. pannello posteriore;
3. cobra e avvoltoio sulla fronte;
4. viso;
5. orecchio destro;
6. orecchio sinistro;
7. barba;
8. collare;

tutte collegate tra loro mediante rivettature, martellamento, saldature o semplicemente a pressione (come nel caso della barba).

### E. Il tesoro

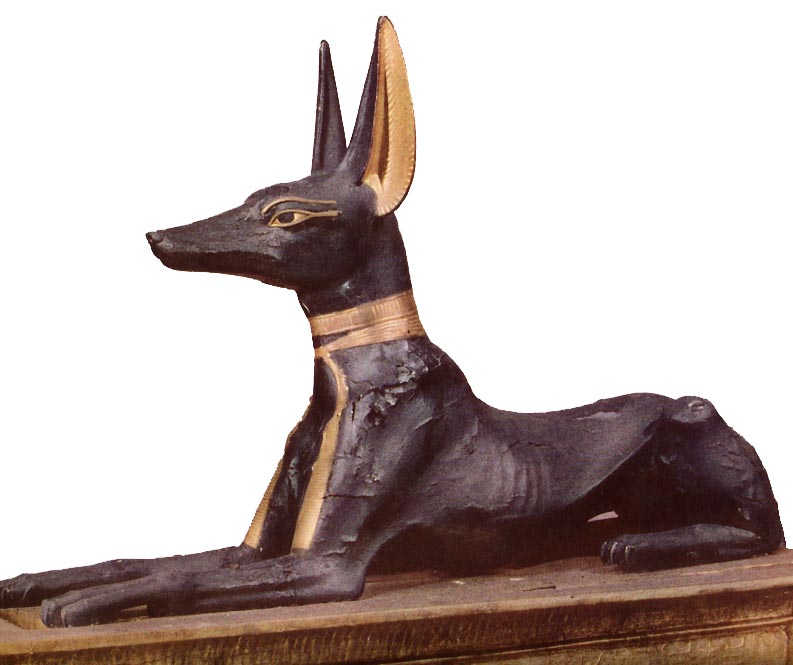
Statua in legno di Anubi

Dalla camera funeraria (D), attraverso un passaggio non murato, si accede al cosiddetto "tesoro" (E), anche se in questo locale non furono immagazzinati oggetti di pregio particolare rispetto a quelli rinvenuti nelle altre camere. In meno di 20 m² erano tuttavia conservati una gran quantità di oggetti del corredo funebre, specie di natura religiosa, come una statua di Anubi.

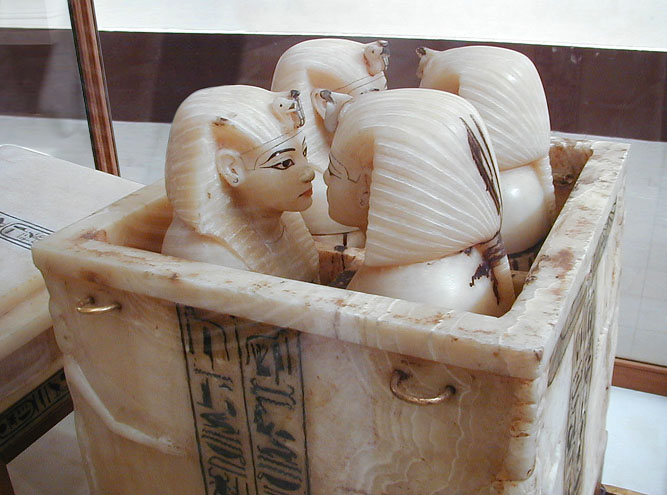
Vasi canopi

Si trovarono anche i vasi canopici di alabastro, contenenti i visceri estratti da Tutankhamon, e due piccole mummie, due figlie del faraone morte appena nate.

### F. L'annesso
Tornati nell'anticamera, gli scopritori notarono che sotto uno dei letti funebri (quello con le teste di Ammut) era visibile una "quarta porta" murata ("cf" nella planimetria), l'apertura della quale consentì di accedere a un altro locale, denominato "annesso" (F), il cui pavimento (come quello della camera funeraria) si trovava a un livello circa un metro inferiore a quello dell'anticamera. Questa porta fu poi aperta il 17 febbraio, durante una cerimonia alla presenza di molte autorità, tra le quali avrebbe dovuto comparire anche la regina del Belgio che rinunciò a presenziare alla cerimonia.
Gli oggetti trovati nell'annesso, prevalentemente cibo, oli e unguenti preziosi, erano in estremo disordine certamente a causa delle due spoliazioni che la tomba aveva subito; il locale inoltre, a differenza degli altri, non era stato minimamente riordinato dagli ispettori. Anche da questo ambiente, tuttavia, verosimilmente i ladri (viste anche le dimensioni delle brecce rinvenute nelle porte) avevano potuto asportare solo piccoli oggetti di valore, contenitori di profumi e unguenti preziosi. Una serie di piccoli contenitori e un involto contenente alcuni anelli furono rinvenuti nel corridoio di ingresso, mentre una delle tombe della valle (KV54) conteneva altri oggetti recanti il nome di Tutankhamon, tanto che i primi scopritori ritennero che fosse proprio quella la tomba del re, già scovata e depredata.

### Camere segrete
Nel 2018, attraverso diverse scansioni eseguite con il georadar, è emerso che non esiste alcuna camera segreta all'interno della struttura.

## Le mummie
All'interno della KV62 vennero rinvenute tre mummie: quella del re e quelle di due piccoli feti di sesso femminile, verosimilmente figlie del re giacché sono noti altri casi di sepoltura di figli nella stessa tomba paterna.

### La mummia di Tutankhamon

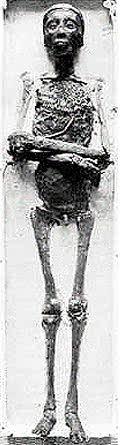
La mummia di Tutankhamon fotografata da Harry Burton

Nella camera funeraria (D), il sarcofago in granito, protetto da una serie di cappelle in legno ricoperto d'oro, conteneva a sua volta tre sarcofagi antropomorfi che racchiudevano il corpo mummificato di Tutankhamon con il capo coperto dalla famosa maschera d'oro; sul torace, inoltre, due lamine d'oro riproducevano le mani che impugnavano i due scettri (il flagello e il pastorale).
Il corpo del re, tuttavia, aderiva fortemente al sarcofago d'oro a causa della gran quantità di unguenti versati e che nel tempo si erano solidificati, impedendo ogni possibilità di rimozione senza danneggiare la salma. Carter tentò di limitare i danni, con risultati negativi, cui seguirono metodi drastici che ruppero il corpo del re in varie parti.
Sul capo il re recava una coroncina riproducente le dee protettrici (Nekhbet e Uto), e cartigli con una delle prime varianti del nome del dio Aton.
Tra gli innumerevoli giri di bende, gli scopritori rinvennero circa centocinquanta amuleti e gioielli (anelli, bracciali, collane). Di particolare interesse due pugnali con fodero in oro, uno lungo la coscia destra e l'altro infilato in una sorta di cintura in vita. Mentre il primo presentava la lama in oro, il secondo è tuttavia storicamente il più prezioso con la sua lama in ferro di origine meteoritica, ancora lucida e non arrugginita. Il ferro, infatti, non era usuale in Egitto in quel periodo; si deve perciò ritenere che l'arma sia stata un dono, forse di origine ittita.

### Le mummie delle figlie
Nella camera E, il Tesoro, vennero rinvenuti due piccoli sarcofagi antropomorfi, dipinti in resina nera con bande dorate, contenenti le mummie di due piccoli feti, verosimilmente di sesso femminile, lunghi rispettivamente 57,7 e 49,5 cm che recavano l'indicazione generica Osiride senza alcun nome specifico. Una volta aperti i piccoli sarcofagi si rilevò la presenza, in ciascuno, di un secondo sarcofago in legno ricoperto di foglia d'oro. I piccoli corpi erano lunghi rispettivamente 39,5 cm e poco meno di 30 cm. Il feto più piccolo, n. 317a(2) di Carter, era conservato in buone condizioni avvolto in un triplo strato di bende e recava, sul capo, una piccola maschera in cartonnage dorato con i tratti somatici marcati in nero. Il feto più grande, n. 317b(2) di Carter, si presentava in condizioni meno buone del precedente; anch'esso era avvolto in un triplo strato di bende, ma non recava maschere sul volto. È verosimile, data la similitudine, il materiale e le dimensioni, che la maschera predisposta per tale feto sia da identificarsi in un tale oggetto rinvenuto da Davis, nel 1907, nel pozzo n. 54 della Valle dei Re evidentemente realizzata, ma non consegnata in tempo utile per la sepoltura della piccola.
L'autopsia su tali mummie venne svolta nel 1932 dal dott. Douglas Erith Derry: la mummia 317a(2), forse al quinto mese di gestazione, lunga 27,7 cm, non presentava tracce di sopracciglia, né ciglia e le palpebre erano ancora chiuse. Il feto presentava ancora una piccola traccia di cordone ombelicale e Derry ritenne trattarsi di una femmina. Non era presente incisione addominale e, apparentemente, non era stata eseguita alcuna operazione di conservazione imbalsamatoria.
La mummia 317b(2), forse al settimo mese di gestazione, lunga 36 cm, anche in questo caso verosimilmente di sesso femminile, presentava ciglia e sopracciglia visibili e i bulbi oculari erano ormai formati. In questo caso venne evidenziata una piccola incisione addominale di circa 2 cm, attraverso la quale era stato inserito del tessuto all'interno dell'addome; all'interno del cranio, attraverso le narici, era stata inserita un'analoga striscia di lino. La piccola doveva essere morta immediatamente subito dopo la nascita poiché il cordone ombelicale risultava asportato e l'ombelico chiuso. Più recenti analisi del corpicino, svolte presso l'Università di Liverpool dal professor R.G. Harrison, hanno rivelato che la piccola era affetta da deformità di Sprengel, spina bifida e scoliosi e che l'età era da attestarsi al nono mese.

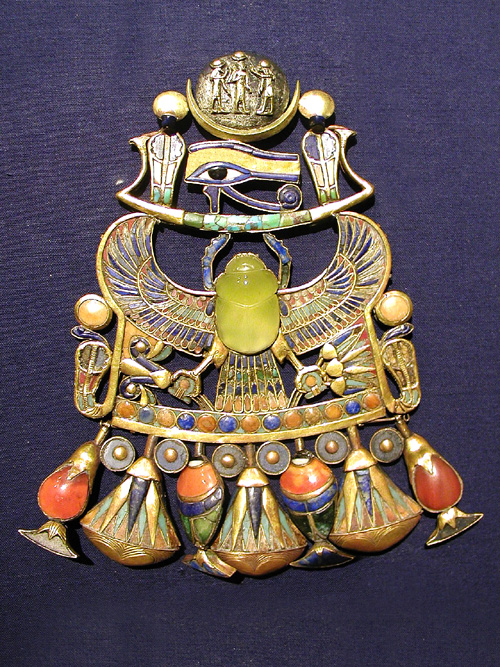
Pettorale

## Oggetti rinvenuti
Premesso che gli oggetti rinvenuti ammontano a 5 398 pezzi, la loro rimozione dalla KV62 avvenne, molto lentamente, secondo schemi organizzativi di certo degni di nota e, fondamentalmente, alla base di ogni ricerca archeologica.
Carter sfruttò le tombe già scoperte in supporto delle sue operazioni; in particolare:
- la tomba di Ramses XI KV4 come magazzino degli oggetti di minor valore (scala e corridoio);
- la tomba di Seti II KV15 come magazzino principale, come laboratorio e studio fotografico, nonché come sala da pranzo e dormitorio;
- la misteriosa KV55 come camera oscura per lo sviluppo delle lastre del fotografo Harry Burton[92].

A ogni oggetto, o gruppo di oggetti, venne associato un contrassegno numerico in loco e la macchina fotografica venne sempre posizionata in modo che ogni oggetto comparisse almeno una volta.
Di ogni oggetto venne eseguito uno schizzo (a cura dello stesso Carter o di Arthur Mace) su schede numerate progressivamente. Gli oggetti vennero quindi riportati su una planimetria da Lindsley Foote Hall o da Walter Hauser (quest'ultimo solo per l'anticamera).
Solo dopo queste operazioni, l'oggetto veniva finalmente rimosso e portato in laboratorio per il trattamento conservativo (eseguito da Alfred Lucas e Arthur Mace) cui seguiva una nuova fotografia e la registrazione definitiva.
Tutto questo sotto la pressione costante della stampa mondiale, che si lamentava della lentezza delle operazioni, del pubblico onnipresente (tra il 1º gennaio e il 15 marzo 1926, ben 12 000 furono i visitatori) e dello stesso governo egiziano.
Si consideri, a titolo esemplificativo, che lo sgombero dell'anticamera, incominciato, come sopra indicato, il 27 dicembre del 1922, necessiterà di oltre 7 settimane.
Per il trasporto degli oggetti, dopo l'imballo protettivo e l'incassamento, dalla Valle dei Re al vicino Nilo vennero usati tratti di binario di una ferrovia Decauville a spinta manuale, nonostante il boicottaggio da parte del Servizio delle Antichità il cui direttore, Pierre Lacau, era un acerrimo avversario di Carter; non esistendo un collegamento ferroviario, i tratti di binario percorsi dovevano essere ogni volta smontati per poi essere rimontati davanti al trasporto, tanto che per percorrere i pochi chilometri erano necessarie oltre quindici ore.
Alcuni oggetti rinvenuti nella tomba sono esposti al Museo di Luxor.

### La catalogazione di Carter

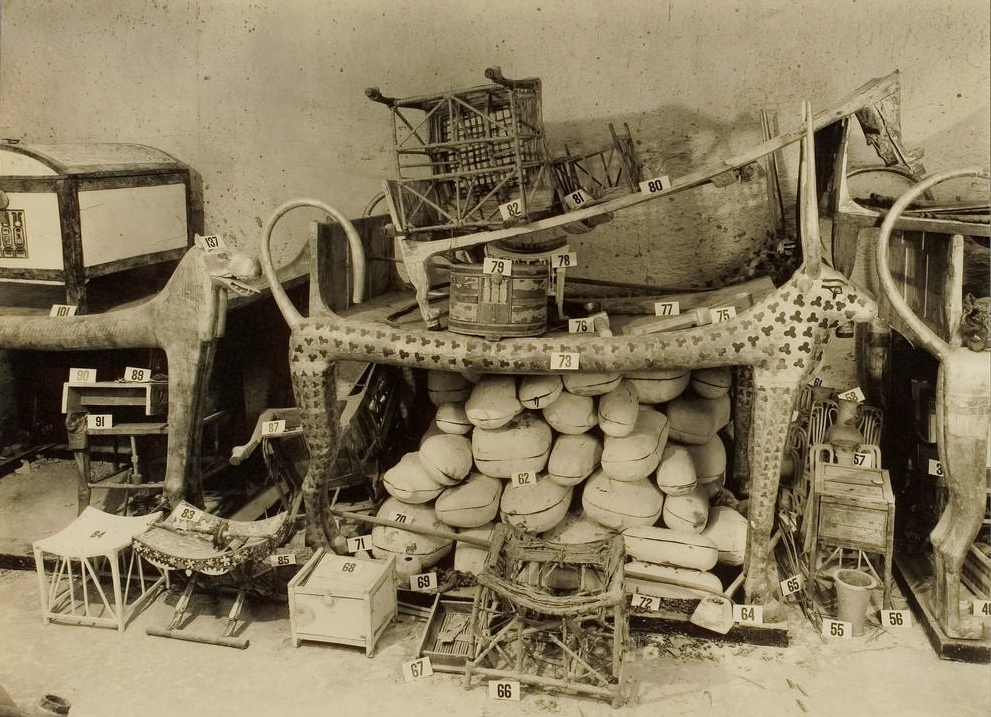
Oggetti catalogati nell'anticamera. Fotografia scattata da Harry Burton

La tomba KV62 era, secondo la numerazione delle scoperte di Carter, la numero 433 (dal 1915) e tale numero, pertanto, caratterizzerà tutta la catalogazione conseguente.
A ogni oggetto, o gruppo di oggetti, venne assegnato un numero da 1 a 620. Gli oggetti appartenenti a uno stesso gruppo furono invece indicati con lettere minuscole, singole o multiple, dell'alfabeto: a, aa, b, bb, c, cc, ecc. e ulteriori suddivisioni con numeri tra parentesi.
Il gruppo 620 è anomalo giacché venne, a sua volta, suddiviso in sottocategorie da 620:1 a 620:123.
Si ottenne così la seguente ripartizione, in funzione delle aree di rinvenimento:
- 1a  - 3 entrata e scala ("A" nella planimetria sopra riportata);
- 4 prima porta murata ("ab" in planimetria);
- 5a - 12t corridoio ("B");
- 13 seconda porta murata ("bc");
- 14 – 170 anticamera ("C");
- 28 porta murata tra l'anticamera e la camera funeraria ("cd");
- 172 – 260 camera funeraria ("D");
- 261 – 336 tesoro ("E");
- 171 blocchi della porta murata tra anticamera e annesso ("cf");
- 337 – 620:123 annesso ("F").

### Dislocazione degli oggetti nei vari ambienti
Come evidenziato sopra, trattando del metodo di catalogazione impiegato da Carter, oltre il 50% degli oggetti rinvenuti si trovava nell'annesso ("F" in planimetria); tuttavia, gli altri locali erano ugualmente ingombri di suppellettili varie anche a causa delle incursioni ladresche che avevano messo a soqquadro il presumibile ordine originario della tomba. Corre qui l'obbligo di ricordare che, a parere dello stesso Carter, circa il 60% dei gioielli e dei prodotti più preziosi (come unguenti e profumi) era stato asportato già nell'antichità.

#### Entrata, scala ("A") e corridoio ("B")
L'entrata, come si rammenterà, venne individuata il 4 novembre 1922 ed era nascosta dalle rovine delle baracche usate dagli operai che avevano lavorato alla sovrastante tomba di Ramses VI (KV9) e già in quest'area vennero fatte piccole scoperte, fra cui un frammento di ostrakon di periodo ramesside. Lo svuotamento della scala ("A") fornì invece alcuni oggetti tra cui spiccano: uno scarabeo di steatite verde trasparente intitolato a Thutmosi III, alcuni sigilli di giare o scatole probabilmente appartenenti ai contenitori saccheggiati dai ladri e frammenti di resina e turchese.
Nel corridoio ("B"), aperto il 25 novembre 1922, vennero invece rinvenuti frammenti di vaso e di scatole, coppe, otri forse impiegati dai ladri per portar fuori più agevolmente sostanze liquide, pendenti in faience, rasoi in bronzo, la scatola di un collare, etichette in legno, frammenti di vetro.

#### Anticamera ("C")

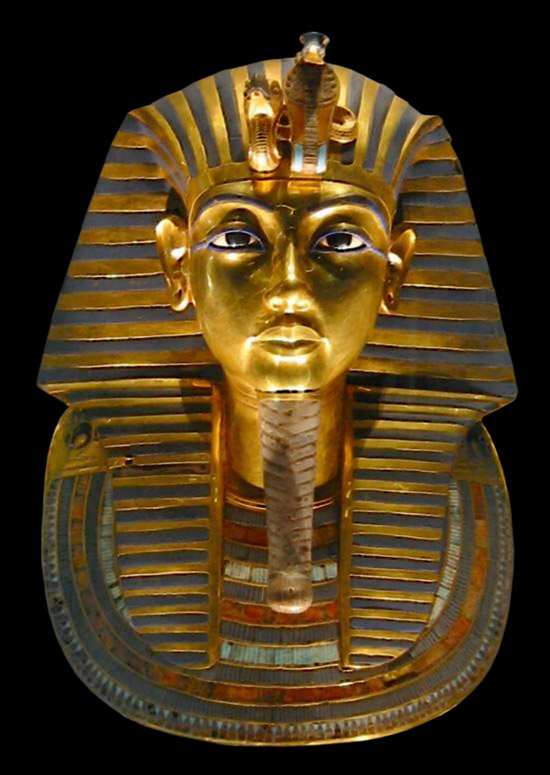
La maschera funeraria di Tutankhamon conservata al Cairo

L'anticamera si presentava in uno stato di caos organizzato e conteneva circa settecento oggetti raggruppati da Carter in centocinquantasette gruppi. Agli scopritori balzarono subito agli occhi i tre letti funebri con testiere in forma rispettivamente di leone (o leopardo), ippopotamo (la dea Ammit, la Divoratrice) e di vacca (la dea Mehetueret). Tali suppellettili erano già note da rilievi parietali di altre tombe, ma era la prima volta che se ne rinvenivano di intatti; tutti i letti erano costituiti da quattro distinte parti: il letto vero e proprio, la pediera e i due supporti laterali recanti le teste animali. Altri oggetti ugualmente di rilievo apparvero subito le parti smontate di alcuni carri.
Dall'anticamera venne estratto, il 27 dicembre 1922, il primo oggetto che vide la luce dopo oltre tremila anni: una cassa di colore bianco completamente dipinta con scene di caccia.

##### I letti funerari
Il primo letto, con teste di leone (o leopardo), lungo 180 cm, largo 91 cm e alto 156 cm, presentava il naso, il contorno occhi e quelle che vennero definite lacrime in pasta vitrea blu, con occhi in cristallo dipinti sul retro per far trasparire l'iride e la pupilla.
Il secondo letto, con teste di vacca rappresentanti la dea Mehetueret, era lungo 221 cm, largo 91 cm e alto 150 cm. La pelle dell'animale sacro era resa con foglia d'oro mentre le macchie, a forma di trifoglio, erano state realizzate con pasta vitrea blu.
Il terzo letto, con teste di ippopotamo rappresentanti la dea Ammit, ovvero la Divoratrice protagonista della cerimonia della psicostasia, era lungo 237 cm, largo 91 cm e alto 134 cm. Originariamente indicata come la dea Tueris, protettrice delle nascite, venne poi correttamente indicata come Ammit grazie a un testo in geroglifico rinvenuto sul supporto del materasso.
Per quanto riguarda l'uso rituale dei tre letti funerari, si ritenne che quello con testa di vacca (la dea Mehetueret) potesse essere individuato come barca solare per il trapasso del re defunto dal mondo terreno all'aldilà. Non venne individuato il senso degli altri due letti.

##### I carri
Tra gli oggetti che affollavano l'Anticamera si trovavano anche i pezzi smontati e accatastati di quattro carri di cui uno da caccia, uno probabilmente da guerra e due da parata. Il timone consentiva di aggiogare due cavalli per carro mentre sul pianale trovava posto, oltre il conducente, una sola persona.
Il primo carro aveva la struttura portante in legno; il pianale era largo 102 cm e profondo 44 cm. Si trattava di un carro molto probabilmente da parata, data la decorazione ricercata in gesso ricoperta di foglia d'oro, poteva ospitare un solo occupante e recava in rilievo la rappresentazione di un sole alato, identificato in Horus di Behdet, che si librava sui geroglifici del prenome di Tutankhamon, Neb-Kheperu-Ra, e della regina Ankhesenamon. L'assale era largo 230 cm; le ruote presentavano sei raggi e il timone di aggiogamento dei cavalli, anch'esso rivestito d'oro, era staccato.
Il secondo carro era sostanzialmente simile al primo; anche in questo caso il pianale era decorato con foglia d'oro e inserti in paste vitree colorate. I rilievi riportavano il nome e il prenome del re affiancati dal serekh con il Nome di Horus, nonché il simbolo sema tawy sovrastante la rappresentazione dei nemici dell'Egitto con le mani legate. Anche in questo caso, il timone era staccato e il pianale consentiva la presenza di un solo occupante, il che fece propendere per l'identificazione anche di questo come carro da cerimonia.
Il terzo carro si presentò ancora con il timone collegato al pianale; era esistente tuttavia la sola struttura portante giacché i fianchi e il pianale dovevano originariamente essere stati realizzati in cuoio, o pelle, deterioratasi nel corso dei millenni. Analoga situazione riguardava il quarto carro la cui struttura era tuttavia ancora più leggera della precedente il che fece supporre si trattasse di un carro da caccia o da esercitazione.

#### Camera funeraria ("D")

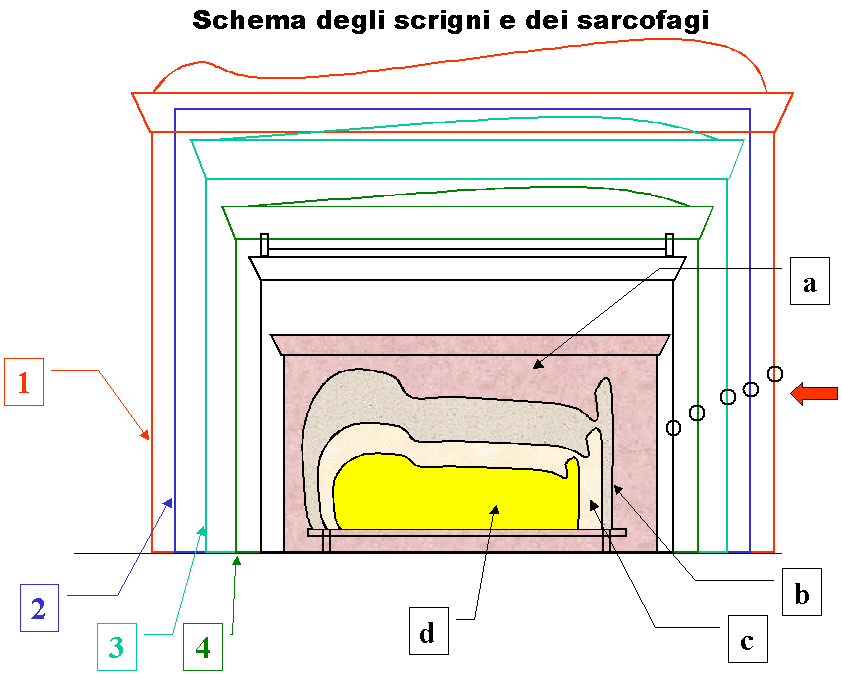
Progressione degli scrigni in legno dorato e dei sarcofagi

Come già più sopra scritto, la camera funeraria era quasi per intero occupata da un enorme "scrigno" in legno ricoperto d'oro (n. 1 nello schema sopra riportato e n. 207 della catalogazione di Carter). Per avere idea delle dimensioni di tale primo scrigno (5,08 x 3,28 x 2,75 m con pannelli in legno dello spessore di 32 mm), si consideri che, tra la parete della camera e lo scrigno, c'erano circa 60 cm anteriormente e posteriormente, e poco più di 30 cm lateralmente. In questa sorta di intercapedine trovavano posto vari oggetti, tra cui 11 remi della "barca solare", contenitori per profumi, lampade di cui una costituita da due rappresentazioni del dio Hapi che sorreggono un intricato nodo costituito dalle piante araldiche del Basso e Alto Egitto da cui scaturisce, come un fiore di loto, la coppa d'alabastro che conteneva l'olio per l'illuminazione.
Allo scrigno più esterno (n. 1) seguiva un'impalcatura in legno (n. 2 nello schema) su cui era stato disteso un telo di lino (5,5 x 4,4 m) di colore scuro su cui erano cucite, a intervalli regolari, margherite in bronzo che, a causa del loro peso, nel corso dei millenni avevano strappato il tessuto.
Un secondo scrigno (n. 3), sempre in legno dorato (3,74 x 2,35 m), ne racchiudeva un terzo (n. 4) con rilievi simili al precedente (3,40 x 1,92 m) tratti da composizioni religiose.
L'ultimo scrigno, il quarto (linea non numerata, di colore nero, nello schema di cui sopra; n. 239 della catalogazione di Carter), era lungo 2,90 m e largo 1,48 m. Sulle pareti di legno dorato era rappresentata la processione funebre mentre sul soffitto interno la dea Nut, il cielo, "abbracciava" con le sue ali il sarcofago in granito.
Quest'ultimo, (lettera "a" nello schema) scavato in un unico blocco di quarzite di colore giallo (n. 240 di Carter, 2,74 x 1,47 m), presentava un coperchio in granito rosso (spezzato a metà probabilmente all'atto del posizionamento) che era stato colorato di giallo per adattarlo al sarcofago. Carter valutò che tale differenza di materiali fosse dovuto all'adattamento di un coperchio preparato per un'altra tomba qui utilizzato per l'improvvisa morte del re.

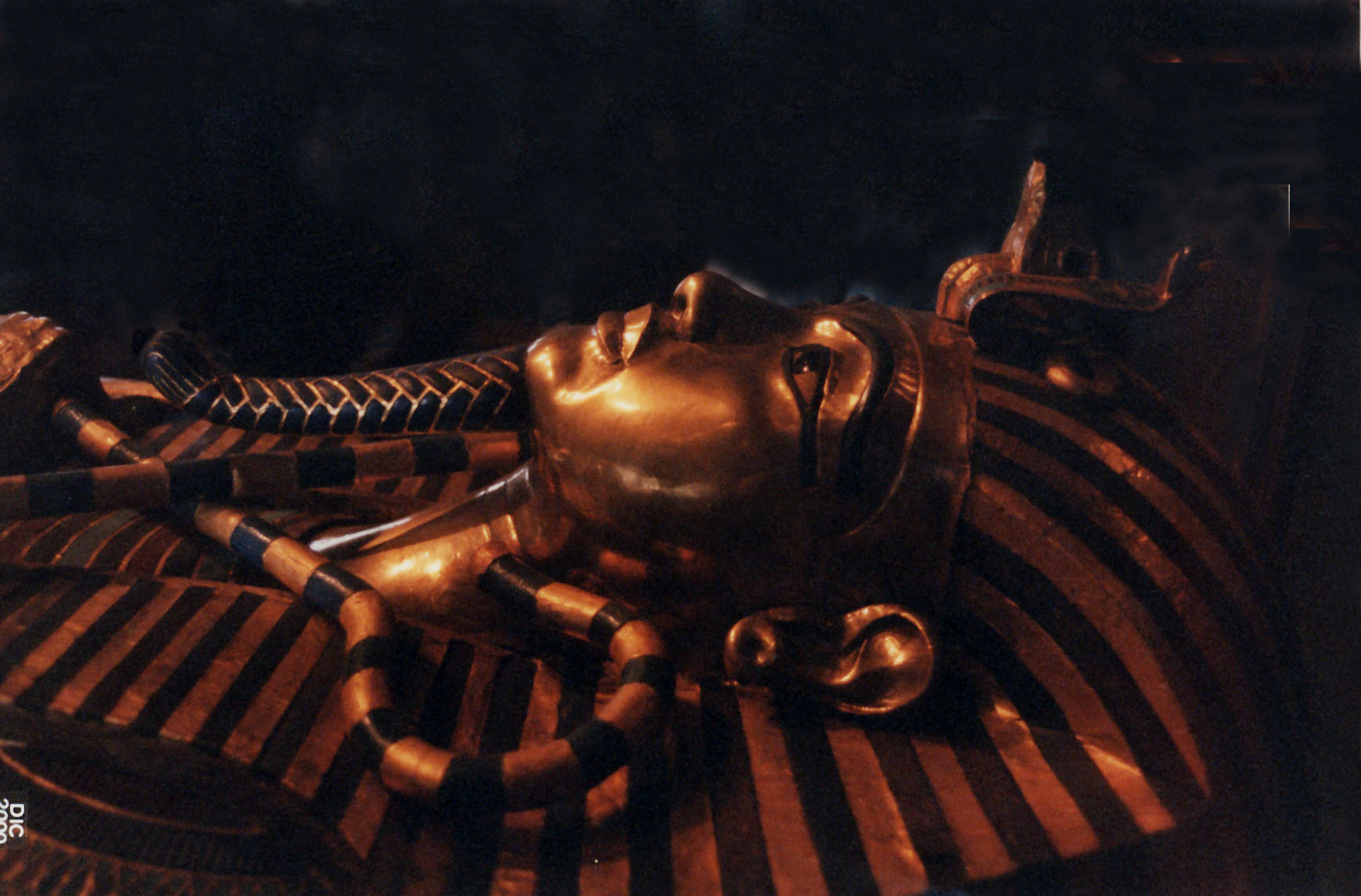
Il secondo sarcofago in legno e oro

All'interno del sarcofago in quarzite si trovava (lettera "b") un sarcofago in legno (n. 253 di Carter), rivestito d'oro (quello che tutt'oggi ospita il corpo di Tutankhamon nella stessa tomba).
Il 13 ottobre 1925 questo cofano venne aperto utilizzando nuovamente le quattro maniglie d'argento che erano state usate 3000 anni prima per posizionarlo in chiusura. Al suo interno un secondo sarcofago (lettera "c"), pure in legno rivestito d'oro (oggi al museo del Cairo), che conteneva un terzo cofano (lettera "d") d'oro massiccio (n. 255 della catalogazione di Carter), di qualità artistica inestimabile al di là del valore venale dell'oro. Si comprese così il motivo dell'enorme peso riscontrato dagli scopritori quando avevano tentato di estrarre i tre sarcofagi dal loro letto di quarzite. Lungo 1,88 m, il cofano ha uno spessore medio di 27 mm e un peso complessivo di oltre 110 kg.

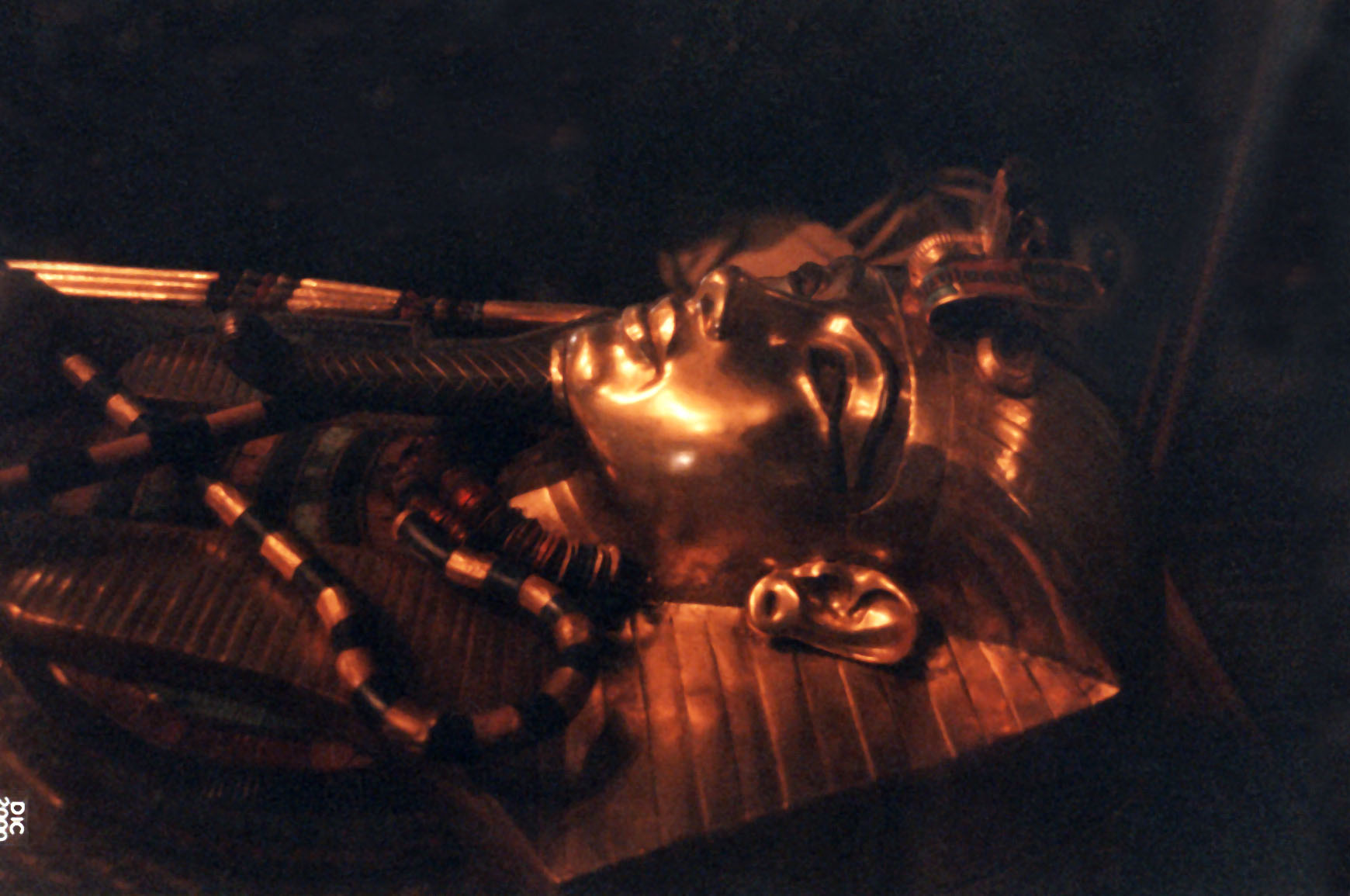
Il terzo sarcofago d'oro massiccio

Ma anche l'apertura di quest'ultimo sarcofago non pose gli scopritori dinnanzi alle effettive fattezze del giovane Tutankhamon: infatti la mummia, pesantemente danneggiata dalla gran quantità di oli e resine versatile sopra durante i funerali, indossava la famosa maschera d'oro, che diverrà, da quel momento in poi, il simbolo stesso dell'egittologia, se non dell'intero Egitto, catalogata da Carter al numero 256a.
Sul corpo del re, come riportato sopra la sezione La mummia di Tutankhamon, vennero rinvenuti centocinquanta oggetti simbolici tra amuleti e gioielli tutti contrassegnati, da Carter, dal numero "256" e dalle lettere da "a" (la maschera d'oro) a "vvvv" (un poggiatesta in metallo).

#### Tesoro ("E")
Dalla camera funeraria, una porta non murata dava accesso al Tesoro ove, al momento della scoperta, troneggiava, protetto dalla statua di Anubi lo scrigno dei vasi canopi. Complessivamente il Tesoro conteneva circa cinquecento reperti, raggruppati da Carter in settantacinque gruppi, principalmente di natura religiosa o cultuale. Lo svuotamento di tale locale incominciò alla fine di ottobre del 1926; primo oggetto a essere estratto fu lo scrigno di Anubi, che ingombrava l'ingresso al locale. Anche in questa stanza erano penetrati gli antichi ladri che avevano, però, operato con discernimento, quasi scegliendo i contenitori da aprire e gli oggetti da asportare, come se ben conoscessero il contenuto della tomba.

##### Lo scrigno dei vasi canopici

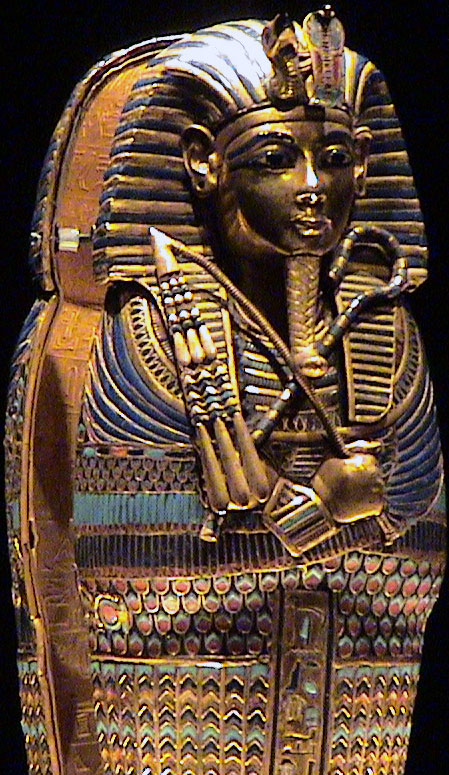
Flagello e pastorale su uno dei sarcofagi canopici contenenti le viscere del re

In legno dorato, come gli scrigni della camera funeraria, era alto 198 cm, e con i lati di 153 cm x 122 cm, sovrastato da una merlatura costituita da urei (cobra con il cappuccio aperto e il disco solare sul capo) in oro e smalto nero, rosso e blu. Quattro statue di divinità a tutto tondo proteggevano i lati dello scrigno: Iside (a ovest), Nefti (a est), Neith (a nord) e Selkis (a sud), ciascuna identificata dal rispettivo geroglifico posto sul capo. Le statue erano strutturate secondo il canone su venti quadrati tipico dell'arte amarniana.
All'interno dello scrigno in legno dorato, un secondo cofano in alabastro, ricoperto da un sudario di lino e protetto dalle stesse divinità femminili (questa volta in altorilievo e disposte agli angoli della struttura), conteneva i quattro vasi canopi, pure in alabastro, con coperchio costituito da un busto del re con il copricapo nemes e recanti, sulla spalla, il geroglifico del contenuto. All'interno di ciascuno di essi, piccoli sarcofagi in oro (alti circa 40 cm), fedele riproduzione del secondo sarcofago antropomorfo, contenevano i visceri del re protetti ciascuno dal nome di uno dei figli di Horo preposto alla tutela: Imset per il fegato, Hapi per i polmoni, Duamutef per lo stomaco e Qebeshenuf per gli intestini. Anche questi erano stati ricoperti della stessa resina che era stata rinvenuta nei sarcofagi del re.
Come per altri oggetti del corredo funebre, lo scrigno di alabastro dei vasi canopici non sembrerebbe essere stato realizzato per la sepoltura di Tutankhamon: stilisticamente, i volti dei quattro coperchi in alabastro dei vasi canopici non rappresentano il volto del re così come desumibile da altre riproduzioni; materialmente, il coperchio dello scrigno reca il cartiglio, alterato, di Ankhkheprure, uno dei nomi noti del predecessore di Tutankhamon, Smenkhara, o della stessa Nefertiti.

##### Lo scrigno di Anubi
Subito dinanzi alla porta di accesso al Tesoro, e quasi a protezione dello scrigno dei vasi canopici, si trovava un altro scrigno sovrastato dalla figura di Anubi lungo 273 cm e dotato di stanghe per il trasporto processionale. La statua di Anubi, alta circa 95 cm, in legno ricoperto di resina nera con collare e interno delle orecchie in lamina d'oro, occhi in calcite e ossidiana e unghie in argento, rappresentava lo sciacallo accucciato e aveva al collo una sciarpa in lino recante l'iscrizione: Anno settimo del Signore delle Due Terre Nefer-Kheperu-Waenra.

##### I sarcofagi delle figlie di Tutankhamon
Tra gli scrigni e alcune scatole e ceste accatastate, venne rinvenuta una scatola in legno priva di decorazioni e di coperchio, lunga circa 61 cm, contenente due piccoli sarcofagi antropomorfi a loro volta contenenti le mummie di due feti, verosimilmente di sesso femminile, sottoposti ad autopsia a cura del dott. Derry nel 1932 e plausibilmente figli della coppia reale Tutankhamon-Ankhesenamon.

#### Annesso ("F")
L'annesso, originariamente predisposto per ospitare oli, unguenti, profumi, cibi e vino, fu l'ultimo locale a essere sgomberato, dalla fine di ottobre 1927 alla successiva primavera del 1928.
Nonostante le sue piccole dimensioni, conteneva circa duecentottanta gruppi di oggetti, per un totale di oltre 2 000 pezzi.
La stanza si presentava in gran disordine vuoi per il passaggio dei ladri, vuoi perché, evidentemente, in questo locale erano letteralmente stati accatastati, alla rinfusa, alcuni oggetti parte della refurtiva che i funzionari della necropoli tebana avevano recuperato e che, originariamente, dovevano trovarsi nell'anticamera. È da ciò desumibile che gli autori, quanto meno di una delle incursioni ladresche, furono scoperti e il materiale sottratto recuperato, ipotesi confermata dal ritrovamento di involti di tela ancora contenenti gli anelli e i bracciali raccolti dai ladri.
Lo svuotamento dell'annesso fu particolarmente difficoltoso poiché il pavimento era così ingombro di materiali che gli archeologi furono dapprima costretti a recuperarli restando quasi sospesi nel vuoto con funi per creare lo spazio sufficiente ad appoggiare i piedi. Si rese inoltre necessario puntellare molti oggetti affinché, durante le operazioni di recupero, non crollassero su quelli sottostanti.

### Tabella degli oggetti rinvenuti
Nella tabella che segue, distinti per gruppi omogenei principali, gli oggetti e i locali in cui furono rinvenuti (le lettere fanno riferimento sempre alla planimetria di cui sopra):
|                              | A | B | C | D | E | F |
| ---------------------------- | - | - | - | - | - | - |
| Abbigliamento                | - | - |   |   |   |   |
| Armi ed equipaggiamento      | - | - |   |   |   |   |
| Carri ed equipaggiamento     | - | - |   | - |   |   |
| Attrezzatura per scrittura   | - | - |   | - | - |   |
| Gioielleria, amuleti, monili |   |   |   |   |   |   |
| Lampade e torce              | - | - |   |   |   | - |
| Letti                        | - |   | - | - | - |   |
| Modelli di navi e barche     | - | - | - | - |   |   |
| Oggetti rituali              | - | - |   |   |   |   |
| Cosmetici                    | - |   |   | - |   |   |
| Doni al defunto re           | - | - |   |   |   |   |
| Scatole e ceste              |   | - |   | - |   |   |
| Sedie e sgabelli             | - | - |   | - | - |   |
| Sigilli (di vario genere)    |   |   |   |   |   |   |
| Vegetali                     | - |   |   |   |   |   |
| Strumenti musicali           | - | - |   |   | - |   |
| Ushabti e oggetti collegati  | - |   |   | - |   |   |
| Vino in contenitori          |   |   | - |   | - |   |

### Destinazione degli oggetti
Gli oggetti rinvenuti nella tomba di Tutankhamon, come visto in numero di quasi 5 500, sono oggi conservati per la maggior parte al Museo Egizio del Cairo, in un'apposita area al secondo piano. Altri oggetti, non molti in verità e alcuni di cui non si conosce la provenienza, sono distribuiti presso il Metropolitan Museum of Art, di New York, e il Griffith Institute di Oxford, nel Regno Unito. Presso quest'ultimo, inoltre, è conservato anche l'archivio di Carter con gli appunti originali e le fotografie scattate da Harry Burton, fotografo del MET "prestato" gratuitamente, nel 1922, alla spedizione Carter-Carnarvon.

## La "Maledizione di Tutankhamon"
Una delle tante "leggende" sorte attorno a quella che fu, innegabilmente, una delle scoperte più importanti dell'archeologia è rappresentata dalla "Maledizione di Tutankhamon".
Fin dalla data della scoperta, novembre 1922, Carnarvon diede l'esclusiva mondiale, Egitto compreso, di tutte le notizie riguardanti la tomba al solo The Times suscitando, come è intuibile, le pesanti lamentele non solo dei media, in generale, ma dello stesso Governo egiziano che, in sostanza, si trovava dinanzi al paradosso di apprendere quanto avveniva sul suo territorio da fonti straniere. Tale tensione porterà successivamente, con l'avvento al potere della fazione più nazionalista e contraria agli inglesi, al ritiro della concessione alla vedova di Carnarvon, nonché all'allontanamento dello stesso Carter dagli scavi per circa un anno (1924-1925).
Appare tuttavia chiaro che quotidiani e periodici dell'epoca non potevano prescindere dal fornire notizie ai loro lettori su un fatto tanto clamoroso e si videro costretti a scendere a patti con il The Times, per raccoglierne le briciole, e a imbastire, spesso, articoli anche fantasiosi pur di rispondere alla egittomania dilagante.
In questo quadro, alle verità che trapelavano (in realtà molto poche) si sommarono articoli anche denigratori delle attività in corso e, tra le altre, dall'alone di mistero che circondava la figura del Faraone ritrovato. Cominciò a serpeggiare (specie dopo la morte di Lord Carnarvon) la diceria che esistesse una maledizione che incombeva su tutti coloro che avevano preso parte alla spedizione; di qui la nascita di quella che, ancor oggi, viene detta la "Maledizione di Tutankhamon". Si disse che era stata rinvenuta un'iscrizione, di fatto inesistente, secondo cui: "la morte verrà su agili ali per colui che profanerà la tomba del Faraone" e lo stesso Sir Arthur Conan Doyle (il "padre" di Sherlock Holmes) giunse ad attribuire la morte di Lord Carnarvon a elementi, non spiriti o fantasmi, inventati dai sacerdoti di Tutankhamon per salvaguardare la tomba, dicendo «La causa immediata della sua morte fu la febbre tifoide, ma questo è il modo nel quale gli 'elementi' (maledizioni) che proteggevano la mummia potrebbero agire».

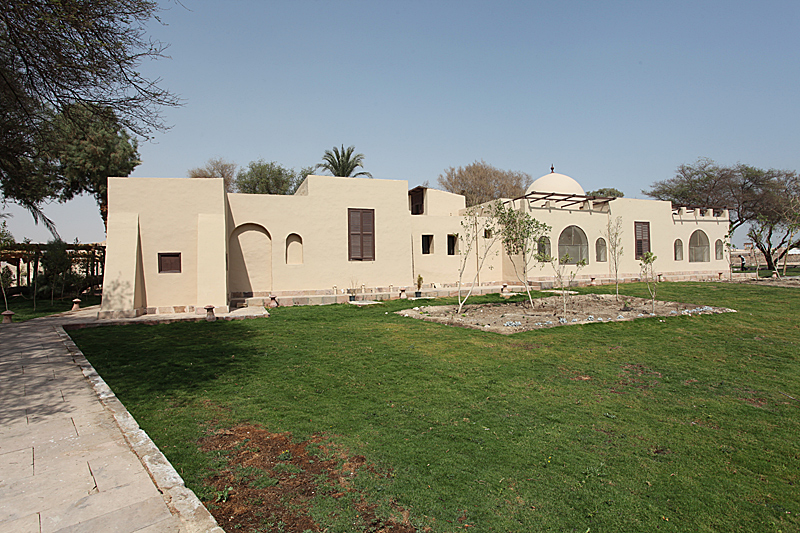
La casa di Carter all'inizio della Valle dei Re

In realtà, poco o nulla di misterioso accompagnò il decorso delle vite delle persone che furono i principali artefici della scoperta: Carter morirà, ad esempio, nel 1939, all'età di sessantacinque anni e ben diciassette anni dopo la data della scoperta e il dott. Derry, che eseguì la prima autopsia sul corpo di Tutankhamon, morirà addirittura nel 1961 all'età veneranda di ottantasette anni. La stessa Lady Evelyn, figlia di Lord Carnarvon, presente alla scoperta e tra le prime ad accedere alla tomba, morirà nel 1980, all'età di settantanove anni.

## Tutankhamon: omicidio o incidente?
Nel 1925, tre anni dopo la scoperta della tomba, il professor Douglas Erith Derry e il suo assistente Saleh Bey Hamdi si accinsero a incominciare, nel corridoio principale della tomba di Seti II (KV15), l'autopsia sul corpo di Tutankhamon (a proposito della "maledizione" di Tutankhamon, è appena il caso di notare che Derry morirà nel 1961 all'età di ottantasette anni). Come sopra visto, il corpo del re, a causa della solidificazione degli unguenti versati nel sarcofago, vi aderiva saldamente; precedentemente Carter, nel tentativo di estrarlo, aveva tentato ogni strada per staccarlo, cercando il più possibile di limitare il danno: il sarcofago fu perciò esposto al calore del sole (sperando sciogliesse gli unguenti) nonché a quello di forti lampade e, addirittura, direttamente sul fuoco giungendo quasi al limite della temperatura di fusione dell'oro. Infine Carter tentò di staccare il corpo con coltelli arroventati, ma l'effetto finale fu la fratturazione del corpo in più parti. Lo scopritore della tomba eviterà di menzionare nella sua pubblicazione queste procedure. A seguito di questi infruttuosi e dannosi tentativi, Carter e Derry decisero di sezionare la mummia lasciandola nella sua bara.
Alle 10:35 dell'11 novembre, Derry praticò una prima incisione longitudinale sugli strati esterni della mummia. Lo studioso stabilì l'altezza della mummia in 163 cm, per cui stimò che in vita il re, di leggera costituzione fisica, doveva essere poco più alto di 167 cm (circostanza che sarebbe stata confermata da una seconda autopsia del 1968 svolta dal prof. Harrison) ovvero esattamente l'altezza delle due statue di colore nero che si trovavano ai fianchi della porta della camera funeraria (D) all'atto della scoperta. In base all'esame della struttura ossea e in particolare della mancata fusione delle epifisi delle ossa lunghe, si stabilì inoltre che il re doveva avere tra i diciassette e i diciannove anni al momento della morte (nel 1968, sulla scorta dello stato di eruzione dei denti del giudizio, si confermò un'età attorno ai diciannove anni).

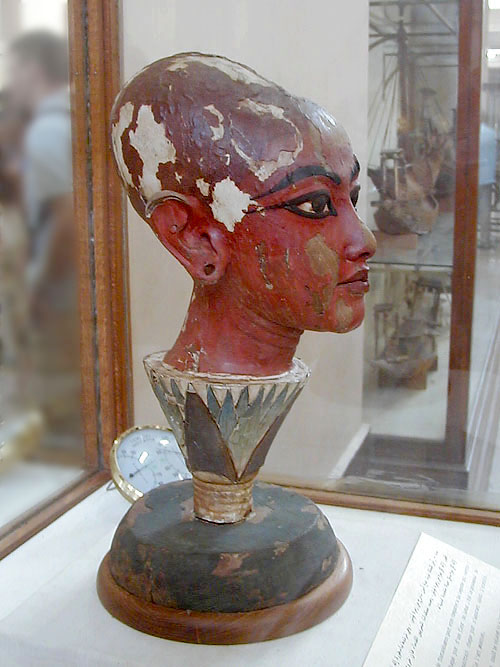
Testa di Tutankhamon come Nefertum, dio del profumo. Museo egizio del Cairo.

Di particolare interesse le somiglianze riscontrate (sia da Derry nel 1925 sia da Harrison nel 1968) tra il cranio di Tutankhamon e quello dell'occupante la tomba KV55 con il quale condivide anche il gruppo sanguigno A2. Dalle radiografie del 1968, inoltre, si appurò che il re non era morto di tubercolosi (come precedentemente suggerito) e che all'interno del cranio era visibile un frammento osseo che, secondo gli specialisti, poteva comunque essere stato causato "post-mortem", da manovre degli imbalsamatori. Le radiografie evidenziarono anche una frattura al femore della gamba sinistra, ma anche in questo caso non fu possibile determinare se la lesione fosse avvenuta prima della morte, fosse un risultato dell'imbalsamazione o dovuta all'esame di Carter.
Dall'accurato esame delle radiografie di Harrison, nel 1998 il noto egittologo Bob Brier ipotizzò una morte violenta per il giovane re. Lo studioso si accorse di un'importante lesione alla base del cranio (nella zona occipitale) ove era rilevabile un considerevole ispessimento dell'osso (il cosiddetto callo osseo o ematoma subdurale cronico, dovuto a una frattura). Il punto interessato, difficile da raggiungere accidentalmente, faceva pensare a un atto violento volontario. Il fatto stesso che ci fosse un ispessimento significava, però, che l'uomo era rimasto vivo almeno per due o tre mesi dopo il colpo. Anche se questo trauma avrebbe sicuramente provocato un grave stato di prostrazione fisica che avrebbe potuto comunque portare al decesso, le evidenze dimostrate dalla semplice analisi dei raggi X non potevano né confermare né smentire queste congetture.
Il 5 gennaio 2005 la mummia di Tutankhamon, per la prima volta dal suo rinvenimento quasi ottant'anni prima, venne rimossa dalla sua tomba nella Valle dei Re e sottoposta a tomografia computerizzata (TAC). La scansione durò circa quindici minuti e produsse oltre 1 700 immagini. Queste furono studiate da un team egiziano e successivamente da uno straniero composto da esperti provenienti da Italia e Svizzera. Gli esiti furono pubblicati il 7 marzo dello stesso anno dal Supremo Consiglio delle Antichità egiziano. Secondo il bollettino ufficiale, la TAC non aveva evidenziato alcuna prova fisica di omicidio, ma le scansioni avevano rivelato caratteristiche insolite, tra cui la già nota gamba fratturata, che alcuni esperti, contraddetti da altri, ipotizzarono potesse aver portato alla morte del re bambino in quanto probabile causa di una grave infezione. L'unica conclusione certa era che si escludeva definitivamente che la causa della morte potesse derivare da una lesione del cranio o da un trauma toracico, come altrimenti ipotizzato in passato.
Nonostante i risultati di questi approfonditi studi, il mistero della morte di Tutankhamon era ancora lontano dal potersi dire risolto. Il referto infatti non chiariva definitivamente le circostanze del decesso, e la discussione in seno alla comunità scientifica rimase aperta. Le due ipotesi principali erano la morte dovuta a un'infezione tetanica fulminante, o per somministrazione di un veleno. Se era stato somministrato un veleno, era verosimile che le tracce potessero essere sparite in seguito alla procedura di mummificazione e si auspicavano dati ulteriori dall'analisi del contenuto dei vasi canopi, che ospitavano le viscere del defunto: nei resti organici veniva ritenuto possibile rinvenire traccia delle tossine batteriche, o di spore tetaniche, o di altre infezioni sporigene.
Nuovi esami genetici e batteriologici, pubblicati nel febbraio 2010, hanno incominciato a rispondere a quelle domande, appurando che la morte poteva essere verosimilmente avvenuta per una necrosi ossea complicata da un'infezione malarica grave di tipo tropicale. Queste analisi hanno inoltre diagnosticato come il faraone fosse affetto dalla malattia di Köhler, che lo costringeva a camminare con un bastone.
Che si sia trattato di una morte prematura, tuttavia, sembrerebbe confermato dal contenuto delle cosiddette "Lettere di Amarna", qualora si voglia riconoscere nella "regina vedova", che richiese al re degli Ittiti un figlio da rendere faraone, proprio Ankhesenamon, sposa di Tutankhamon

## La vita di Carter dopo la scoperta
Carter completò il suo lavoro di catalogazione e conservazione degli oggetti della tomba KV62 nel 1932. L'anno successivo verrà pubblicato il terzo volume del suo diario La tomba di Tutankhamon e gli ultimi anni prima della sua scomparsa saranno impiegati ancora per la preparazione del Rapporto sulla tomba di Tutankhamon che appare, però, l'opera di un uomo ormai stanco e provato da questa straordinaria esperienza.
Carter morì il 2 marzo 1939 a Kensington (in Gran Bretagna) ricco di gloria, ma privo di onori pubblici. I suoi scritti passeranno a una nipote mentre i suoi beni venduti all'asta nel dicembre 1939; nel 1940 verranno invece venduti, anche questi all'asta, i suoi libri. Una parte della sua collezione di oggetti egiziani ritornerà al Cairo, al Museo Egizio, mentre un'altra parte verrà venduta a collezionisti privati sparsi per il mondo. La sua casa, all'ingresso della Valle dei Re, passerà al Metropolitan Museum of Art.

## Stato attuale
A tutto il 2007 la tomba era aperta ai visitatori, con un prezzo aggiuntivo rispetto a quello di accesso alla Valle dei Re. Il numero di visitatori fu limitato a quattrocento al giorno dal maggio 2008. Nel 2010 la tomba fu chiusa al pubblico durante i lavori di restauro intrapresi dal Getty Conservation Institute e nuovamente resa disponibile ai visitatori nel 2014. La tomba dovrebbe essere definitivamente chiusa al pubblico nel prossimo futuro, ma una riproduzione è stata già posizionata vicino alla Valle dei Re ed è a disposizione del pubblico dal 30 aprile 2014.

### Annotazioni
1. ↑  Le operazioni vennero eseguite con particolare cura e metodo, salvaguardando ogni possibile frammento dati anche i numerosi cartigli e sigilli che ne ricoprivano la superficie.
2. ↑  Tra il soffitto della cappella e quello della camera funeraria c'erano meno di 90 cm, mentre tra le pareti di quest'ultima e quella della cappella c'erano meno di 30 cm.
3. ↑  Tale quantità di resine solidificate rese difficoltoso il distacco dei due sarcofagi per cui lo stesso Carter annotò che si era tentato martellando, usando solventi e calore sia esponendo i due sarcofagi al sole, sia deponendoli sul fuoco e separando i due involucri con lastre di zinco e portando la temperatura a parecchie centinaia di gradi.
4. ↑  Asahi Shinbunsha (1965), Tutankhamen Exhibition in Japan (catalogo della mostra), Tokyo, p.59, n.ro 45 reca 52 cm in altezza; per il Museo Petit Palais di Parigi, Toutankhamon, 190, no.43: 51 cm altezza, 38 cm larghezza, 49 cm profondità; per il British Museum, Tutankhamun, no. 50: 54 cm altezza, 39 cm larghezzaq, 49 cm profondità; B. B. Pëtrovskij (1973), Sokrovišča grobnicy Tutanchamona (catalogo della mostra), Mosca, n.ro. 17 54 cm in altezza; Mohamed Saleh e Hourig Sourouzian (1987), Official Catalogue: The Egyptian Museum Cairo, Mainz am Rhein, n.ro 174: riporta 54 cm in altezza, 39,3 cm in larghezza.
5. ↑  Asahi Shimbunsha, Tutankhamen Exhibition in Japan, no. 45, p. 59, indica 9.200 g; Mohamed Saleh e Hourig Sourouzian (1987), Official Catalogue: The Egyptian Museum Cairo, Mainz am Rhein, n.ro 174, indica invece 11 kg circa.
6. ↑  Traduzione didattica realizzata da Nico Pollone che ha autorizzato la pubblicazione.
7. ↑  Particolare non chiaramente visibile dalle foto di Burton dell’epoca del ritrovamento, ma citato da Carter espressamente come camuffamento nei suoi appunti, oggi al Griffith’s Institute di Oxford, carta n.ro 256a(1).
8. ↑  Un frammento in calcare che rappresenta Amenhotep I, proveniente dal tempio di Meniset a Tebe; un rilievo di Ramses II, oggi al Louvre cat. N522.
9. ↑  Emily Teeter (1979), in The Treasures of Tutankhamun: A Supplementary Guide, n.ro 25, pp. 19-20 riporta che la «maschera è costruita in più parti. Il viso è stato lavorato a parte e unito al preesistente nemes con piccoli rivetti d’oro difficilmente individuabili anche dall'interno della maschera».
10. ↑  Tomba KV35 di Amenhotep II, in cui si trovava il corpo del figlio Webensenu; KV43 di Tuthmosi IV, in cui si trovavano i corpi dei figli Tentamon, Amenhemat e un altro il cui nome non è noto.
11. ↑  In tal senso si ritiene possa essere stato un caso fortunato che la tomba non sia stata scavata da Theodore Davis che, come evidenziato, non era solito usare cautela alcuna nelle attività di recupero e conservazione prova ne è la quasi totale assenza di registri di scavo o resoconti della scoperta della tomba KV55.
12. ↑  Ad esempio la tomba KV15 di Sethy II, peraltro usata come laboratorio proprio per l'immagazzinamento e il primo intervento sui reperti della KV62.
13. ↑  È interessante notare che in due fotografie scattate da Burton prima che iniziassero le operazioni di svuotamento, solo questa cassa si presenta in posizione differente; si ritiene (circostanza confermata dal diario del fratello di Lord Carnarvon) che sia stata utilizzata da Carter, unitamente a una cesta rotonda in paglia che si nota sempre nelle foto scattate da Burton, per coprire un foro praticato nella porta murata che dava accesso alla camera funeraria ("cd" in planimetria), prima ancora dell'apertura ufficiale della stessa che avverrà il 17 febbraio 1923 alla presenza di ospiti e funzionari del governo egiziano.
14. ↑  Il cavallo venne introdotto nell'Antico Egitto durante la dominazione Hyksos. Gli Ittiti, durante la Battaglia di Qadeš cui partecipò Ramses II, disponevano di carri più pesanti che prevedevano un equipaggio di due persone, oltre il conducente. Alla maggiore manovrabilità dei carri egizi si può accreditare parte del buon esito della battaglia.
15. ↑  La figura umana, secondo i canoni antecedenti e successivi al periodo amarniano, era ripartita su diciotto quadrati; durante l'eresia amarniana, tale canone variò da diciotto a venti quadrati tanto che è questo uno dei parametri essenziali per individuare sculture o pitture prodotte in tale periodo.
16. ↑  (EN) L'annesso e i suoi contenuti, su touregypt.net. URL consultato il 19 marzo 2010 (archiviato il 14 gennaio 2011).

«Although it is the smallest of the four rooms in Tutankhamun's burial complex, the annex contained nearly half of the tomb's total contents. It was stacked with hundreds of reed baskets and pottery jars, containing provisions for the dead king. Royal furniture and elaborate urns were strewn among these ordinary objects. (traduzione: Nonostante si tratti della più piccola delle quattro camere del complesso sepolcrale di Tutankhamon, l'Annesso conteneva circa la metà del contenuto della tomba. Centinaia di ceste in paglia e contenitori in ceramica contenenti le provviste per il defunto re. Mobilio reale e urne elaborate erano sparsi tra oggetti ordinari.)»

### Fonti
1. ↑  (EN) Here before us was sufficient evidence to show that by Howard Carter, su quotes-inspirational.com. URL consultato il 23 agosto 2013 (archiviato il 16 febbraio 2015).
2. ↑  (EN) Cronologia di Tutankhamon, su digitalegypt.ucl.ac.uk, University College London. URL consultato il 27 febbraio 2010 (archiviato il 25 ottobre 2014).
3. 1 2 3  (EN) Zahi Hawass et al., Ancestry and Pathology in King Tutankhamun's Family (abstract), in The Journal of the American Medical Association, vol. 303, n. 7, 17 febbraio 2010,  pp. 638-647. URL consultato il 28 febbraio 2010 (archiviato il 27 febbraio 2010).
4. 1 2   Tutankhamon, chiarito il mistero della sua fine, in Galileo, giornale di scienza e problemi globali, 17 febbraio 2010. URL consultato il 28 febbraio 2010 (archiviato dall'url originale il 20 febbraio 2010).
5. ↑  Davis 2001.
6. ↑  Jacq 2001, p. 167 e p. 178.
7. ↑  Jacq 2001, p. 160.
8. ↑  Jacq 2001, p. 247.
9. ↑  (EN) Diario di Howard Carter dal 28 ottobre al 30 dicembre 1922, su griffith.ox.ac.uk, Griffith Institute. URL consultato il 28 febbraio 2010 (archiviato il 31 maggio 2014).
10. ↑   The Last Survivor, su saudiaramcoworld.com. URL consultato il 12 novembre 2018 (archiviato dall'url originale il 3 marzo 2012).
11. ↑  Jacq 2001, p. 273.
12. ↑  (EN) Diario di Arthur Cruttenden Mace dal 27 dicembre 1922 al 13 maggio 1923, su griffith.ox.ac.uk, Griffith Institute. URL consultato il 28 febbraio 2010 (archiviato il 25 luglio 2010).
13. ↑  (EN) Diario di Howard Carter dal 24 settembre al 10 novembre 1930, su griffith.ox.ac.uk, Griffith Institute. URL consultato il 28 febbraio 2010 (archiviato il 25 aprile 2010).
14. 1 2 3  (EN) Pianterreno della tomba di Tutankhamon, su thebanmappingproject.com, Theban mapping project. URL consultato il 28 febbraio 2010 (archiviato dall'url originale il 12 dicembre 2007).
15. 1 2  Jacq 2001, p. 281.
16. ↑  Jacq 2001, p. 287.
17. ↑  Jacq 2001, pp. 274-277.
18. ↑  Jacq 2001, p. 276.
19. ↑  Reeves 2003, pp. 78-81.
20. ↑  N.ro 120 e seguenti nella catalogazione di Carter.
21. ↑  N.ri 22 e 29 nella catalogazione di Carter.
22. ↑  Jacq 2001, p. 277.
23. ↑  Jacq 2001, p. 278.
24. ↑  Jacq 2001, pp. 278-279.
25. ↑  Jacq 2001, p. 280.
26. 1 2  Reeves 2003, p. 54.
27. ↑  Jacq 2001, p. 284.
28. ↑  Reeves 2003, pp. 82-83.
29. 1 2  Reeves 2003, pp. 72-73.
30. ↑   Christian Greco, Alla ricerca di Tutankhamun, Franco Cosimo Panini, 2023, ISBN 978-88-570-1921-5.
31. ↑  Reeves 2003, pp. 73-74.
32. ↑  Reeves 2003, p. 72.
33. ↑  Jacq 2001, p. 283.
34. ↑  N.ro 207 nella catalogazione di Carter.
35. ↑  Reeves 2003, p. 100.
36. ↑  N.ri 173 e 174 nella catalogazione di Carter.
37. ↑  N.ro 176 nella catalogazione di Carter.
38. ↑  N.ro 180 nella catalogazione di Carter.
39. ↑  N.ri 182-192 nella catalogazione di Carter.
40. ↑  N. 237 nella catalogazione di Carter.
41. ↑  N.ro 209 nella catalogazione di Carter.
42. ↑  N.ro 238 nella catalogazione di Carter.
43. ↑  N. 239 nella catalogazione di Carter.
44. ↑  N.ri 212-236 nella catalogazione di Carter.
45. ↑  Reeves 2003, p. 105.
46. ↑  N.ro 253 nella catalogazione di Carter.
47. ↑  Reeves 2003, p. 106.
48. ↑  N.ro 254 nella catalogazione di Carter.
49. 1 2  Reeves 2003, p. 107.
50. ↑  N. 255 nella catalogazione di Carter
51. ↑  (EN) Sarcofago di Tutankhamon, su griffith.ox.ac.uk, Griffith Institute. URL consultato il 28 febbraio 2010 (archiviato il 2 agosto 2010).
52. ↑  N. 255b nella catalogazione di Carter.
53. ↑  Reeves 2003, p. 109.
54. ↑  Reeves 2003, p. 110.
55. ↑  BES Bulletin of the Egyptological Seminar (2015) - vol. 19 –, p. 512.
56. ↑  BES (2015), p. 512.
57. ↑   Il libro dei morti degli antichi egizi (PDF), su digilander.libero.it. URL consultato il 28 febbraio 2010 (archiviato il 3 marzo 2011).
58. ↑  Boris de Rachelwitz (1986), Il Libro dei Morti degli antichi Egizi, ed. Mediterranee.
59. ↑  BES (2015), p. 513.
60. ↑  Marianne Eaton-Krauss (2015). The Unknown Tutankhamun. Bloomsbury Academic. ISBN 978-1-4725-7561-6. p.111.
61. ↑   King Tut’s awful secret unmasked, in NewsComAu. URL consultato l'8 dicembre 2016 (archiviato il 22 giugno 2019).
62. 1 2  BES (2015), p. 514.
63. ↑  Griffith’s Institute, appunti di Carter, carta n.ro 256(b)4.
64. ↑  BES (2015), p. 515.
65. ↑  Griffith’s Institute, appunti di Carter, carta n.ro 255.
66. 1 2  BES (2015), p. 518.
67. ↑  Jean Thibault (1968), La masque d’or de Toutankhamon radiographié, Photo-ciné-revue (May 1968), pp. 216-217.
68. ↑  BES (2015), p. 516.
69. ↑  Carter 1972, p. 189.
70. ↑  Jacq 2001, pp. 322-325.
71. ↑  Jacq 2001, p. 326.
72. ↑   È ufficiale: nessuna stanza nascosta nella tomba di Tutankhamon, in National Geographic. URL consultato il 6 maggio 2018 (archiviato dall'url originale il 7 maggio 2018).
73. ↑   Tomba di Tutankhamon, la scoperta degli archeologi: "Non esistono camere segrete" - Il Fatto Quotidiano, in Il Fatto Quotidiano, 6 maggio 2018. URL consultato il 6 maggio 2018 (archiviato il 6 maggio 2018).
74. ↑   Paolo Virtuani, Egitto: non esistono camere segrete sotto la tomba di Tutankhamon, in Corriere della Sera. URL consultato il 6 maggio 2018 (archiviato il 28 giugno 2018).
75. ↑  N.ro 256 della catalogazione di Carter.
76. ↑  N.ri 317a(2) e 317b(2) della catalogazione di Carter.
77. ↑  Reeves 2003, pp. 116-119.
78. ↑  N.ro 256 della catalogazione di Carter
79. ↑  N.ro 256b della catalogazione di Carter
80. 1 2 3 4 5 6  (EN) Sarcofago di Tutankhamon, su touregypt.net. URL consultato il 19 marzo 2010 (archiviato l'11 gennaio 2010).
81. ↑  N.ro 256dd della catalogazione di Carter.
82. ↑  N.ro 256k della catalogazione di Carter.
83. ↑   Redazione Web, Una ricerca internazionale svela l'origine meteoritica del pugnale di Tutankhamun, su unipi.it. URL consultato il 27 maggio 2016 (archiviato il 24 settembre 2016).
84. ↑   Fulvio Beltrami, L’origine extraterrestre del pugnale di Tutankhamon, su lindro.it, Indro s.r.l., 2016. URL consultato il 6 agosto 2016 (archiviato dall'url originale il 17 agosto 2016).
85. ↑  Reeves 2003, pp. 123-125.
86. ↑  N.ri 317a(1) e 317b(1) della catalogazione di Carter.
87. 1 2 3  Reeves 2003, p. 123.
88. ↑  Reeves 2003, p. 124.
89. ↑   Banchetti da mummie, su nationalgeographic.it. URL consultato l'11 gennaio 2019 (archiviato dall'url originale l'11 gennaio 2019).
90. ↑   Tutankhamun – the secrets of the tomb go online, su theguardian.com. URL consultato l'11 gennaio 2019 (archiviato l'11 gennaio 2019).
91. ↑  Jacq 2001, p. 306.
92. ↑  Jacq 2001, pp. 304-305.
93. ↑  Jacq 2001, pp. 345-350.
94. ↑  N.ri da 1 a 3 della catalogazione di Carter.
95. ↑  Reeves 2003, p. 75.
96. ↑  N.ri da 5 a 12t della catalogazione di Carter.
97. ↑  Reeves 2003, p. 76.
98. ↑  N.ri da 14 a 171 della catalogazione di Carter.
99. ↑  N.ro 35 della catalogazione di Carter.
100. ↑  N.ro 137 della catalogazione di Carter.
101. ↑  N.ro 73 della catalogazione di Carter.
102. 1 2  (EN) L'anticamera e i suoi contenuti, su touregypt.net. URL consultato il 19 marzo 2010 (archiviato il 29 dicembre 2009).
103. ↑  N.ro 21 della catalogazione di Carter
104. ↑  Reeves 2003, p. 127.
105. 1 2 3  Reeves 2003, p. 148.
106. ↑  Reeves 2003, pp. 170-173.
107. ↑  N.ro 122 della catalogazione di Carter.
108. ↑  Reeves 2003, p. 170.
109. ↑  Reeves 2003, p. 171.
110. ↑  Reeves 2003, p. 172.
111. ↑  N.ro 266 della catalogazione di Carter.
112. ↑  Reeves 2003, pp. 119-123.
113. ↑  N.ro 266b della catalogazione di Carter.
114. ↑  N.ri 266 da "c" a "f" della catalogazione di Carter.
115. ↑  N.ri 266 da "g" a "l" della catalogazione di Carter.
116. ↑  Reeves 2003, p. 122.
117. ↑  N.ro 261 della catalogazione di Carter.
118. 1 2  (EN) Tesoro di Tutankhamon, su touregypt.net. URL consultato il 19 marzo 2010 (archiviato il 24 gennaio 2010).
119. ↑  N.ro 261a della catalogazione di Carter.
120. ↑  Prenome di Akhenaton.
121. ↑  N.ro 317 della catalogazione di Carter.
122. ↑  (EN) Figli di Tutankhamon, su touregypt.net. URL consultato il 19 marzo 2010 (archiviato il 12 gennaio 2010).
123. ↑  (EN) Tutankhamon, su metmuseum.org, Metropolitan Museum of Art. URL consultato il 28 febbraio 2010 (archiviato il 31 maggio 2014).
124. ↑  (EN) Catalogo fotografico di tutti gli oggetti ritrovati nella Tomba di Tutankhamon, su griffith.ox.ac.uk, Griffith Institute. URL consultato il 27 febbraio 2010 (archiviato il 9 gennaio 2010).
125. ↑  Brackman ed El Mallakh 1980, p. 82.
126. ↑  (EN) Sir Arthur Conan Doyle & the Curse of King Tut, su king-tut.org.uk. URL consultato il 28 febbraio 2010 (archiviato il 2 settembre 2010).

«It is impossible to say with absolute certainty if this is true. If we had proper occult powers we could determine it, but I warned Fletcher Robinson against concerning himself with the mummy at the British Museum... I told him he was tempting fate by pursuing his inquiries, but he was fascinated and would not desist. Then he was overtaken by illness. The immediate cause of his death was typhoid fever, but that is the way in which the 'elementals' [curses] guarding the mummy might act.»
127. ↑  (EN) Curse of Tutankhamuns tomb, su ancientegyptonline.co.uk, Ancient Egypt Online, 2010. URL consultato il 7 agosto 2016 (archiviato il 20 luglio 2016).
128. ↑  (EN) Charles Mosley, Burke's peerage, baronetage and knightage, vol. 3, 107ª ed., Wilmington, Delaware, Burke's Peerage & Gentry, 2003.
129. ↑  Fletcher, cap. The Origin of the Search.
130. ↑  (EN) Derry, Douglas Erith (1874 - 1961), su livesonline.rcseng.ac.uk, The Royal College of Surgeons of England, 2014. URL consultato il 5 agosto 2016 (archiviato il 16 settembre 2016).
131. 1 2  (EN) Howard Carter, Tutankhamun: Anatomy of an Excavation. Howard Carter's diaries. The fourth excavation season in the tomb of Tutankhamun. September 23, 1925 to May 21, 1926, su griffith.ox.ac.uk, a cura di Jaromir Malek, Oxford, Griffith Institute, 2010. URL consultato il 5 agosto 2016 (archiviato il 3 marzo 2016).
132. 1 2 3  (EN) Zahi Hawass, New Evidence for the Cause of Tutankhamun’s Death (PDF), su http://www.bibalex.org/en/default, Bibliotheca Alexandrina, 2009. URL consultato il 5 agosto 2016 (archiviato dall'url originale il 7 agosto 2016).
133. ↑  (EN) Zahi Hawass, The Golden Age of Tutankhamun, American Univ in Cairo Press, 2004,  p. 121, ISBN 978-977-424-836-8.
134. ↑  (EN) Chris Naunton, What killed Tutankhamun?, su historyextra.com, Immediate Media Company Ltd - BBC, 2016. URL consultato il 6 agosto 2016 (archiviato il 7 agosto 2016).
135. 1 2   Massimo Polidoro, Rivelazioni, Sezione 7, Edizioni Piemme, 2014,  p. 5, ISBN 978-88-585-1169-5. URL consultato il 6 agosto 2016 (archiviato il 19 agosto 2016).
136. ↑   Antonio Crasto, Difficile identificazione della mummia della KV 55 (PDF), su ugiat-antoniocrasto.it, 2010,  p. 3. URL consultato il 6 agosto 2016 (archiviato il 22 agosto 2016).
137. 1 2 3  (EN) R.K. Chhem e D.R. Brothwell, Paleoradiology: Imaging Mummies and Fossils, Springer Science & Business Media, 2007,  p. 7, ISBN 978-3-540-48833-0.
138. ↑  (EN) Jessica Hamzelou, Tutankhamun’s death and the birth of monotheism, su newscientist.com, Reed Business Information Ltd., 2012. URL consultato il 6 agosto 2016 (archiviato il 19 settembre 2016).
139. ↑  (EN) R.G. Harrison e A.B. Abdalla, The Remains of Tutankhamun, in Antiquity, vol. 46, Cambridge University Press, Marzo 1972,  pp. 8-14, DOI:10.1017/S0003598X00053072.
140. ↑  (EN) Tutankhamun CT Scan Results: Issued March 7, 2005, By The Egyptian Supreme Council Of Antiquities, su press.nationalgeographic.com, National Geographic Society, 7 marzo 2005. URL consultato il 7 agosto 2016 (archiviato il 21 agosto 2016).
141. ↑  (EN) Mervat Shafik, Ashraf Selim, Isam EL Sheikh e Zahi Hawass, Computed Tomography of King Tut-Ankh-Amen, su ambassadors.net, vol. 11, gennaio 2008. URL consultato il 7 agosto 2016 (archiviato il 7 febbraio 2016).
142. ↑  (EN) Ankhesenamun: King Tut’s Wife, su kingtutone.com. URL consultato il 7 agosto 2016 (archiviato il 27 luglio 2016).
143. ↑  (EN) Jacobus van Dijk, Horemheb and the Struggle for the Throne of Tutankhamun (PDF), su jacobusvandijk.nl, University of Groningen, 1996,  p. 39. URL consultato il 7 agosto 2016 (archiviato il 4 marzo 2016).
144. ↑  Jacq 2001, p. 433.
145. ↑  (EN) Limited number of visitors for Tutankhamun's tomb, su guardians.net. URL consultato il 3 aprile 2016 (archiviato il 24 settembre 2015).
146. ↑  (EN) Conservation and Management of the Tomb of Tutankhamen, su getty.edu. URL consultato il 3 aprile 2016 (archiviato il 29 marzo 2016).
147. ↑  (EN) Tutankhamon Tomb recreation, su euronews.com. URL consultato il 3 aprile 2016 (archiviato dall'url originale il 27 novembre 2012).
148. ↑  (EN) Tutankhamun's tomb replica inaugurated in Luxor, su sis.gov.eg. URL consultato il 3 aprile 2016 (archiviato il 23 aprile 2016).

### Sulla Valle dei Re e la scoperta della tomba KV62
- La Valle dei Re, White Star, 2001, ISBN 978-88-8095-744-7.
- Alessandro Bongioanni, Luxor e la Valle dei Re, White Star, 2004, ISBN 978-88-540-0109-1.
- (EN) Alessandro Bongioanni e Maria Croce, The Treasures of Ancient Egypt: From the Egyptian Museum in Cairo, Universe Publishing, 2003, ISBN non esistente.
- Arnold Brackman e Kamal El Mallakh, L'oro di Tutankhamen, Novara, Istituto Geografico de Agostini, 1980, ISBN 978-88-402-3512-7.
- (EN) Howard Carter, Arthur Cruttenden Mace, The Discovery of the Tomb of Tutankhamen, Dover Publications, 1977  [1923], ISBN 0-486-23500-9.
- (EN) Howard Carter, The Tomb of Tutankhamen, Barrie & Jenkins, 1972, ISBN 978-0-214-65428-2.
- Howard Carter, Arthur Cruttenden Mace, Tutankhamen di Howard Carter, Garzanti, 1973  [1923], ISBN 88-11-67661-4.
- Theodore Davis, The Tombs of Harmhabi and Touatânkhamanou, Londra, Duckworth Publishing, 2001, ISBN 0-7156-3072-5.
- (EN) Joann Fletcher, The Search For Nefertiti, Londra, Hachette, 2013, ISBN 978-1-4447-8054-3.
- Christian Jacq, La Valle dei Re, Mondadori, 2000, ISBN 978-88-04-47772-3.
- Christian Jacq, L'affare Tutankhamon, Milano, RCS, 2001, ISBN 978-88-452-4779-8.
- Christiane Leblanc e Alberto Siliotti, Nefertari e la Valle delle Regine, Giunti, 2002, ISBN 978-88-09-02701-5.
- (EN) Hellen Murray e Mary Nuttall, A handlist to Howard Carter's catalogue of objects in Tut'ankhamun's tomb, Oxford, Griffith Institute, 1963, ISBN 978-0-900416-06-4.
- (EN) Nicholas Reeves= e Richard H. Wilkinson, The Complete Valley of the Kings: Tombs and Treasures of Egypt's Greatest Pharaohs, Thames & Hudson, 1996, ISBN 978-0-500-05080-4.
- (EN) Nicholas Reeves, The complete Tutankhamun: the king, the tomb, the royal treasure, Thames & Hudson, 2003.
- Alberto Siliotti, Guida alla Valle dei Re. Ai templi e alle necropoli tebane, White Star, 1999, ISBN 978-88-8095-104-9.
- Kent Weeks, La tomba perduta, il sepolcro dei 50 figli di Ramses II, Piemme, 1999, ISBN 978-88-384-4191-2.

### Su Tutankhamon
- Gli artisti del Faraone. Deir el-Medina e le Valli dei Re e delle Regine, Electa, 2003, ISBN 978-88-370-2073-6.
- Bob Brier, L'omicidio di Tutankhamon. Una storia vera, Corbaccio, 1999, ISBN 978-88-7972-339-8.
- Franco Cimmino, Tutankhamon. Un faraone adolescente al centro di una questione dinastica, Rusconi, 2002, ISBN 978-88-452-9204-0.
- Christine El Mahdy, Tutankhamon, Sperling & Kupfer, 2000, ISBN 978-88-200-3009-4.
- Thomas Hoving, Tutankhamon, Milano, Mondadori, 1995, ISBN 978-88-04-39313-9.
- Henry T. James, Tutankhamon. Gli eterni splendori del faraone fanciullo, White Star, 2000, ISBN 978-88-8095-405-7.
- Elio Moschetti, Horemhab, talento, fortuna e saggezza di un re, Ananke, 2001, ISBN 978-88-86626-86-6.
- Christiane Desroches Noblecourt, Tutankhamon, Silvana Editrice, ISBN non esistente.
- Philipp Vandenberg, Tutankhamon, il faraone dimenticato, Sugar, 1992, ISBN 978-88-7198-189-5.